# Хоккей с шайбой на зимних Олимпийских играх 2018 — квалификация (мужчины)
Квалификация мужского хоккейного турнира Зимних Олимпийских игр 2018 года определяется по мировому рейтингу ИИХФ по итогам чемпионата мира 2015 года. Сборная Республики Корея попадает на турнир автоматически. Восемь лучших команд в мировом рейтинге получают автоматическое место на Олимпийских играх, остальные три команды имеют возможность попасть на Игры через квалификационные турниры.

## Квалифицирующиеся команды
| Турнир | Дата                        | Место проведения                                              | Мест | Команды                                                     |
| --- | --------------------------- | ------------------------------------------------------------- | ---- | ----------------------------------------------------------- |
| Страна-хозяйка | 19 сентября 2014            | -                                                             | 1    | Республика Корея                                            |
| Мировой рейтинг ИИХФ 2015 Включает в себя следующие события: Чемпионат мира 2012 Чемпионат мира 2013 Зимние Олимпийские игры 2014 Чемпионат мира 2014 Чемпионат мира 2015 | 2 апреля 2012 — 17 мая 2015 | Хельсинки и Стокгольм и Хельсинки Сочи Минск Прага и Острава^ | 8    | Канада Россия Швеция Финляндия США Чехия Швейцария Словакия |
| Финальный квалификационный турнир 1 | 1 — 4 сентября 2016 года    | Минск                                                         | 1    | Словения                                                    |
| Финальный квалификационный турнир 2 | 1 — 4 сентября 2016 года    | Рига                                                          | 1    | Германия                                                    |
| Финальный квалификационный турнир 3 | 1 — 4 сентября 2016 года    | Осло                                                          | 1    | Норвегия                                                    |
| Всего |                             |                                                               | 12   |                                                             |

^ — Результаты чемпионата мира 2015, который прошёл в Чехии, имеют наибольший вес в рейтинге.
Квалификация будет проходить по схеме предыдущих квалификации. На Олимпийские игры из лучших 39 команд рейтинга автоматически попадут 8 команд, Республика Корея, на правах страны-хозяйки и 3 команды по итогам квалификации.
Рейтинг по итогам ЧМ-2015.

## Рейтинг ИИХФ для определения групп
|  | Команды, квалифицирующиеся на Олимпийский турнир напрямую |
|  | Команды, квалифицирующиеся в финальной квалификации       |
|  | Команды, квалифицирующиеся в пре-квалификации             |
|  | Команды, квалифицирующиеся в предварительной квалификации |
|  | Команды, квалифицирующиеся в квалификационной игре        |

Жирным выделены сборные, не отобравшиеся напрямую, но отобравшиеся по итогам финальной квалификации
| Место   | Сборная              | ЧМ 2015 | ЧМ 2014 | ОИ 2014 | ЧМ 2013 | ЧМ 2012 | Очки |
| ------- | -------------------- | ------- | ------- | ------- | ------- | ------- | ---- |
| 1       | Канада               | 1200    | 795     | 900     | 530     | 265     | 3690 |
| 2       | Россия               | 1160    | 900     | 795     | 520     | 300     | 3675 |
| 3       | Швеция               | 1060    | 840     | 870     | 600     | 260     | 3630 |
| 4       | Финляндия            | 1040    | 870     | 840     | 550     | 275     | 3575 |
| 5       | США                  | 1120    | 780     | 825     | 560     | 255     | 3540 |
| 6       | Чехия                | 1100    | 825     | 780     | 510     | 280     | 3495 |
| 7       | Швейцария            | 1000    | 705     | 720     | 580     | 230     | 3235 |
| 8       | Словакия             | 960     | 720     | 690     | 500     | 290     | 3160 |
| 9       | Беларусь             | 1020    | 765     | 645     | 430     | 215     | 3075 |
| 10      | Латвия               | 880     | 690     | 750     | 460     | 235     | 3015 |
| 11      | Норвегия             | 920     | 675     | 675     | 470     | 250     | 2990 |
| 12      | Франция              | 900     | 750     | 600     | 440     | 240     | 2930 |
| 13      | Германия             | 940     | 645     | 430     | 420     | 225     | 2920 |
| 14      | Словения             | 820     | 600     | 765     | 410     | 200     | 2795 |
| 15      | Дания                | 860     | 660     | 585     | 450     | 220     | 2775 |
| 16      | Австрия              | 840     | 585     | 705     | 420     | 195     | 2745 |
| 17      | Казахстан            | 800     | 615     | 660     | 400     | 205     | 2680 |
| 18      | Италия               | 720     | 630     | 615     | 390     | 210     | 2565 |
| 19      | Венгрия              | 780     | 540     | 525     | 380     | 190     | 2415 |
| 20      | Япония               | 740     | 570     | 480     | 370     | 185     | 2345 |
| 21      | Украина              | 700     | 555     | 540     | 340     | 175     | 2310 |
| 22      | Польша               | 760     | 510     | 510     | 330     | 165     | 2275 |
| Хозяева | Республика Корея     | 680     | 525     | 495     | 360     | 170     | 2230 |
| 23      | Великобритания       | 660     | 465     | 570     | 350     | 180     | 2225 |
| 24      | Нидерланды           | 580     | 450     | 555     | 320     | 160     | 2065 |
| 25      | Литва                | 640     | 480     | 465     | 300     | 150     | 2035 |
| 26      | Хорватия             | 620     | 495     | 405     | 280     | 130     | 1930 |
| 27      | Румыния              | 560     | 435     | 435     | 310     | 155     | 1895 |
| 28      | Эстония              | 600     | 420     | 420     | 290     | 140     | 1870 |
| 29      | Сербия               | 520     | 390     | 375     | 240     | 120     | 1645 |
| 30      | Испания              | 500     | 330     | 450     | 230     | 135     | 1645 |
| 31      | Мексика              | 400     | 315     | 390     | 200     | 95      | 1400 |
| 32      | Израиль              | 360     | 345     | 360     | 220     | 90      | 1375 |
| 33      | Бельгия              | 540     | 360     | 0       | 270     | 110     | 1280 |
| 34      | Исландия             | 480     | 405     | 0       | 260     | 125     | 1270 |
| 35      | Австралия            | 460     | 375     | 0       | 250     | 145     | 1230 |
| 36      | Новая Зеландия       | 420     | 300     | 0       | 210     | 115     | 1045 |
| 37      | Китай                | 440     | 285     | 0       | 190     | 105     | 1020 |
| 38      | Болгария             | 380     | 240     | 0       | 170     | 100     | 890  |
| 39      | ЮАР                  | 340     | 270     | 0       | 160     | 85      | 855  |
| 40      | Турция               | 300     | 255     | 0       | 180     | 80      | 815  |
| 41      | КНДР                 | 320     | 225     | 0       | 150     | 75      | 770  |
| 42      | Люксембург           | 280     | 210     | 0       | 140     | 70      | 700  |
| 43      | ОАЭ                  | 220     | 180     | 0       | 110     | 0       | 510  |
| 44      | Грузия               | 240     | 165     | 0       | 90      | 0       | 495  |
| 45      | Гонконг              | 260     | 195     | 0       | 0       | 0       | 455  |
| 46      | Босния и Герцеговина | 200     | 0       | 0       | 0       | 0       | 200  |
| 47      | Ирландия             | 0       | 0       | 0       | 130     | 65      | 195  |
| 48      | Греция               | 0       | 0       | 0       | 120     | 60      | 180  |
| 49      | Монголия             | 0       | 0       | 0       | 100     | 55      | 155  |

## Соревнования

### Квалификационная игра
Состоялась 10 октября 2015 года в Софии (Болгария) между сборными Болгарии и Грузии. Победитель матча (Болгария) играл в группе К предварительной квалификации.
Время местное — UTC+3
| 10 октября 2015 19:00 | Болгария | 9 : 1 (2:1, 3:0, 4:0) | Грузия | Зимний дворец спорта, София Зрителей: 581 |

| Отчёт | Отчёт                                                                                         | Отчёт                                   | Отчёт                        | Отчёт                                                             |
| --- | --------------------------------------------------------------------------------------------- | --------------------------------------- | ---------------------------- | ----------------------------------------------------------------- |
| |                                                                                               |                                         |                              |                                                                   |
| | Димитр Димитров — 00:00-40:36 Константин Михайлов — 40:36-41:25 Димитр Димитров — 41:25-60:00 | Вратари                                 | 00:00-60:00 — Андрей Илиенко | Судья: Томаш Оролин Линейные судьи: Кирил Пейчинов Матуш Станцель |
| | Голы:                                                                                         |                                         |                              | Судья: Томаш Оролин Линейные судьи: Кирил Пейчинов Матуш Станцель |
| Мартин Бояджиев (мен.) — 03:37 (Н. Божанов) Мартин Бояджиев — 12:24 (Я. Гачев, Н. Божанов) Янаки Гачев — 20:55 (М. Бояджиев, П. Михов) Кристиан Семков — 21:28 (П. Чалёв, П. Михов) Петар Михов — 33:08 (М. Бояджиев) Петар Михов — 40:36 (М. Бояджиев, Я. Гачев) Богдан Стефанов (мен.) — 45:58 (М. Бояджиев, Я. Гачев) Янаки Гачев — 49:05 (М. Бояджиев, П. Михов) Янаки Гачев (бол.) — 55:56 (Г. Благоев, М. Бояджиев) | 1:0 1:1 2:1 3:1 4:1 5:1 6:1 7:1 8:1 9:1                                                       | 07:19 — Виталий Думбадзе (Г. Оганезяни) |                              | Судья: Томаш Оролин Линейные судьи: Кирил Пейчинов Матуш Станцель |
| |                                                                                               |                                         |                              | Судья: Томаш Оролин Линейные судьи: Кирил Пейчинов Матуш Станцель |
| |                                                                                               |                                         |                              | Судья: Томаш Оролин Линейные судьи: Кирил Пейчинов Матуш Станцель |
| |                                                                                               |                                         |                              | Судья: Томаш Оролин Линейные судьи: Кирил Пейчинов Матуш Станцель |
| 14 мин | Штраф                                                                                         | 12 мин                                  |                              | Судья: Томаш Оролин Линейные судьи: Кирил Пейчинов Матуш Станцель |
| |                                                                                               |                                         |                              |                                                                   |
| | 51                                                                                            | Броски                                  | 11                           |                                                                   |

### Предварительная квалификация
Предварительная квалификация проходила с 5 по 8 ноября 2015 года. Матчи прошли в двух группах в Таллине (Эстония) (5 — 8 ноября) и Вальдеморо (Испания) (6 — 8 ноября). Победители групп получили возможность играть в Пре-квалификации.

#### Группа К
| М | Сборная  | И | В | ВО | ПО | П | ШЗ | ШП | РШ  | О |
| - | -------- | - | - | -- | -- | - | -- | -- | --- | - |
| 1 | Эстония  | 3 | 3 | 0  | 0  | 0 | 58 | 4  | +54 | 9 |
| 2 | Мексика  | 3 | 2 | 0  | 0  | 1 | 16 | 15 | +1  | 6 |
| 3 | Израиль  | 3 | 1 | 0  | 0  | 2 | 6  | 26 | −20 | 3 |
| 4 | Болгария | 3 | 0 | 0  | 0  | 3 | 4  | 39 | −35 | 0 |

Время местное — UTC+2
| 5 ноября 2015 15:00 | Мексика | 8 : 2 (1:0, 3:2, 4:0) | Болгария | Тондираба, Таллин Зрителей: 238 |

| Отчёт | Отчёт                                   | Отчёт                                                                              | Отчёт                                                      | Отчёт                                                         |
| --- | --------------------------------------- | ---------------------------------------------------------------------------------- | ---------------------------------------------------------- | ------------------------------------------------------------- |
| |                                         |                                                                                    |                                                            |                                                               |
| | Альфонсо де Альба — 00:00-60:00         | Вратари                                                                            | 00:00-30:14 — Димитр Димитров 30:14-60:00 — Никола Николов | Судья: Дин Смит Линейные судьи: Жак Риисом-Биркер Тойво Тилку |
| | Голы:                                   |                                                                                    |                                                            | Судья: Дин Смит Линейные судьи: Жак Риисом-Биркер Тойво Тилку |
| Хорхе Перес — 11:20 (К. Томмаси) Карло Томмаси (мен.) — 30:27 (С. Ортега) Хорхе Перес — 39:26 (К. Гомес) Карлос Гомес — 39:50 Карлос Гомес (бол.) — 46:02 (Л. Д. Гонсалес, Р. Чабат) Карлос Гомес (бол.) — 51:38 (Б. Арройо, Р. Чабат) Хорхе Перес — 54:48 (Л. Д. Гонсалес) Гильермо Диас — 59:45 | 1:0 1:1 2:1 2:2 3:2 4:2 5:2 6:2 7:2 8:2 | 20:14 — Георгий Искренов (М. Бояджиев, Б. Стефанов) 34:04 — Кристиан Семков (мен.) |                                                            | Судья: Дин Смит Линейные судьи: Жак Риисом-Биркер Тойво Тилку |
| |                                         |                                                                                    |                                                            | Судья: Дин Смит Линейные судьи: Жак Риисом-Биркер Тойво Тилку |
| |                                         |                                                                                    |                                                            | Судья: Дин Смит Линейные судьи: Жак Риисом-Биркер Тойво Тилку |
| |                                         |                                                                                    |                                                            | Судья: Дин Смит Линейные судьи: Жак Риисом-Биркер Тойво Тилку |
| 22 мин | Штраф                                   | 8 мин                                                                              |                                                            | Судья: Дин Смит Линейные судьи: Жак Риисом-Биркер Тойво Тилку |
| |                                         |                                                                                    |                                                            |                                                               |
| | 37                                      | Броски                                                                             | 23                                                         |                                                               |

| 5 ноября 2015 19:00 | Израиль | 1 : 19 (0:6, 0:5, 1:8) | Эстония | Тондираба, Таллин Зрителей: 850 |

| Отчёт                                 | Отчёт                                                                                      | Отчёт | Отчёт                       | Отчёт                                                              |
| ------------------------------------- | ------------------------------------------------------------------------------------------ | --- | --------------------------- | ------------------------------------------------------------------ |
|                                       |                                                                                            | |                             |                                                                    |
|                                       | Александр Логинов — 00:00-34:08 Максим Гохберг — 34:08-60:00                               | Вратари | 00:00-60:00 — Роман Шумихин | Судья: Ласси Хейккинен Линейные судьи: Анже Бергант Оли Гуннарссон |
|                                       | Голы:                                                                                      | |                             | Судья: Ласси Хейккинен Линейные судьи: Анже Бергант Оли Гуннарссон |
| Марк Ревняга — 43:05 (Е. Натальченко) | 0:1 0:2 0:3 0:4 0:5 0:6 0:7 0:8 0:9 0:10 0:11 0:12 0:13 1:13 1:14 1:15 1:16 1:17 1:18 1:19 | 01:52 — Александр Кузнецов (Л. Лахесалу, Р. Рооба) 04:06 — Артём Горностаев (В. Титаренко) 11:48 — Артур Федорюк (М. Выранг, Л. Лахесалу) 13:35 — Лаури Лахесалу (бол.) (В. Титаренко, Р. Рооба) 16:55 — Михкель Выранг (бол.) (Я. Сорокин, П. Силдре) 17:52 — Роберт Рооба (А. Горностаев, В. Титаренко) 28:29 — Роберт Рооба (Н. Козорев) 29:04 — Лаури Лахесалу (Р. Рооба, А. Горностаев) 30:42 — Рагнар-Хиндрек Рюсс 34:51 — Ян Лукац (Р.-Х. Рюс, Л. Лахесалу) 38:13 — Роберт Рооба (бол.) (В. Титаренко, Л. Лахесалу) 41:26 — Артур Федорюк (М. Выранг, А. Кузнецов) 42:28 — Янус Сорокин (А. Минин, Р.-Х. Рюсс) 45:10 — Ян Лукац (бол.) (Я. Сорокин, П. Силдре) 45:26 — Янус Сорокин (Р.-Х. Рюсс, Я. Лукац) 51:15 — Александр Кузнецов (Р. Рооба) 54:52 — Артём Горностаев (В. Титаренко, П. Силдре) 56:19 — Ян Лукац (мен.) (Р.-Х. Рюсс, М. Робушкин) 57:37 — Артём Горностаев (Р. Рооба, С. Керна) |                             | Судья: Ласси Хейккинен Линейные судьи: Анже Бергант Оли Гуннарссон |
|                                       |                                                                                            | |                             | Судья: Ласси Хейккинен Линейные судьи: Анже Бергант Оли Гуннарссон |
|                                       |                                                                                            | |                             | Судья: Ласси Хейккинен Линейные судьи: Анже Бергант Оли Гуннарссон |
|                                       |                                                                                            | |                             | Судья: Ласси Хейккинен Линейные судьи: Анже Бергант Оли Гуннарссон |
| 10 мин                                | Штраф                                                                                      | 8 мин |                             | Судья: Ласси Хейккинен Линейные судьи: Анже Бергант Оли Гуннарссон |
|                                       |                                                                                            | |                             |                                                                    |
|                                       | 9                                                                                          | Броски | 87                          |                                                                    |

| 6 ноября 2015 15:00 | Мексика | 5 : 0 (2:0, 1:0, 2:0) | Израиль | Тондираба, Таллин Зрителей: 237 |

| Отчёт | Отчёт                           | Отчёт   | Отчёт                        | Отчёт                                                       |
| --- | ------------------------------- | ------- | ---------------------------- | ----------------------------------------------------------- |
| |                                 |         |                              |                                                             |
| | Альфонсо де Альба — 00:00-60:00 | Вратари | 00:00-60:00 — Максим Гохберг | Судья: Стиан Хальм Линейные судьи: Анже Бергант Тойво Тилку |
| | Голы:                           |         |                              | Судья: Стиан Хальм Линейные судьи: Анже Бергант Тойво Тилку |
| Роберто Чабат (бол.) — 08:43 (Л. Д. Гонсалес, Б. Арройо) Роберто Чабат (бол.) — 16:58 (Б. Арройо, Ф. Угарте) Кристиан Смиттерс — 24:36 (К. Гомес) Роберто Чабат (бол.) — 50:25 (К. Гомес) Фернандо Угарте — 56:25 | 1:0 2:0 3:0 4:0 5:0             |         |                              | Судья: Стиан Хальм Линейные судьи: Анже Бергант Тойво Тилку |
| |                                 |         |                              | Судья: Стиан Хальм Линейные судьи: Анже Бергант Тойво Тилку |
| |                                 |         |                              | Судья: Стиан Хальм Линейные судьи: Анже Бергант Тойво Тилку |
| |                                 |         |                              | Судья: Стиан Хальм Линейные судьи: Анже Бергант Тойво Тилку |
| 12 мин | Штраф                           | 16 мин  |                              | Судья: Стиан Хальм Линейные судьи: Анже Бергант Тойво Тилку |
| |                                 |         |                              |                                                             |
| | 53                              | Броски  | 31                           |                                                             |

| 6 ноября 2015 19:00 | Эстония | 26 : 0 (10:0, 8:0, 8:0) | Болгария | Тондираба, Таллин Зрителей: 647 |

| Отчёт | Отчёт | Отчёт   | Отчёт                                                      | Отчёт                                                          |
| --- | --- | ------- | ---------------------------------------------------------- | -------------------------------------------------------------- |
| | |         |                                                            |                                                                |
| | Виллем-Хенрик Койтмаа — 00:00-60:00                                                                                      | Вратари | 00:00-29:24 — Димитр Димитров 29:24-60:00 — Никола Николов | Судья: Дин Смит Линейные судьи: Марис Лоцанс Жак Риисом-Биркер |
| | Голы: |         |                                                            | Судья: Дин Смит Линейные судьи: Марис Лоцанс Жак Риисом-Биркер |
| Александр Кузнецов — 01:16 (А. Федорюк, М. Выранг) Роберт Рооба — 03:14 Василий Титаренко — 06:15 (Р. Рооба, А. Горностаев) Михкель Синикас — 06:39 (В. Титаренко, Р. Рооба) Роберт Аррак — 08:57 (С. Керна) Майкл Маква Аукси — 10:43 (М. Выранг, А. Кузнецов) Роберт Рооба — 13:19 (В. Титаренко, А. Горностаев) Роберт Аррак — 16:11 (Н. Козорев) Василий Титаренко — 17:00 (П. Силдре, Р. Рооба) Роберт Аррак — 19:18 (Р. Теппан) Никита Козорев — 24:07 (М. Робушкин, Л. Лахесалу) Роберт Рооба — 24:51 (А. Горностаев) Роберт Аррак — 27:22 (Р. Теппан) Василий Титаренко — 27:35 (Р. Рооба, М. Синикас) Артём Горностаев — 31:51 (С. Керна, А. Минин) Роберт Рооба — 34:33 (М. Робушкин, В. Титаренко) Ристо Теппан (бол.) — 36:54 (С. Керна, А. Кузнецов) Янус Сорокин — 37:04 (А. Минин, С. Керна) Артём Горностаев (бол.) — 40:40 Василий Титаренко — 43:38 (А. Горностаев, Р. Рооба) Василий Титаренко — 47:14 (Р. Рооба, А. Минин) Михкель Выранг (бол.) — 53:13 (А. Кузнецов) Рагнар-Хиндрек Рюсс — 53:48 (С. Керна, Я. Сорокин) Рагнар-Хиндрек Рюсс — 54:09 (Я. Сорокин, М. Синикас) Роберт Аррак — 54:43 (Н. Козорев, Л. Лахесалу) Александр Кузнецов — 59:43 (А. Федорюк, М. Выранг) | 1:0 2:0 3:0 4:0 5:0 6:0 7:0 8:0 9:0 10:0 11:0 12:0 13:0 14:0 15:0 16:0 17:0 18:0 19:0 20:0 21:0 22:0 23:0 24:0 25:0 26:0 |         |                                                            | Судья: Дин Смит Линейные судьи: Марис Лоцанс Жак Риисом-Биркер |
| | |         |                                                            | Судья: Дин Смит Линейные судьи: Марис Лоцанс Жак Риисом-Биркер |
| | |         |                                                            | Судья: Дин Смит Линейные судьи: Марис Лоцанс Жак Риисом-Биркер |
| | |         |                                                            | Судья: Дин Смит Линейные судьи: Марис Лоцанс Жак Риисом-Биркер |
| 2 мин | Штраф | 6 мин   |                                                            | Судья: Дин Смит Линейные судьи: Марис Лоцанс Жак Риисом-Биркер |
| | |         |                                                            |                                                                |
| | 102 | Броски  | 9                                                          |                                                                |

| 8 ноября 2015 13:00 | Болгария | 2 : 5 (1:1, 0:1, 1:4) | Израиль | Тондираба, Таллин Зрителей: 205 |

| Отчёт                                                | Отчёт                                     | Отчёт | Отчёт                        | Отчёт                                                       |
| ---------------------------------------------------- | ----------------------------------------- | --- | ---------------------------- | ----------------------------------------------------------- |
|                                                      |                                           | |                              |                                                             |
|                                                      | Димитр Димитров — 00:00-57:40 58:43-60:00 | Вратари | 00:00-60:00 — Максим Гохберг | Судья: Стиан Хальм Линейные судьи: Марис Лоцанс Тойво Тилку |
|                                                      | Голы:                                     | |                              | Судья: Стиан Хальм Линейные судьи: Марис Лоцанс Тойво Тилку |
| Мартин Бояджиев (мен.) — 17:42 Розен Христов — 45:09 | 1:0 1:1 2:1 2:2 2:3 2:4 2:5               | 24:47 — Илья Спектор 50:24 — Илья Спектор (О. Кафри, М. Ревняга) 55:07 — Рои Ааронович (мен.) (Д. Райтер) 58:43 — Илья Спектор (п.в.) (Р. Ааронович) 59:10 — Ори Кафри (М. Шерф) |                              | Судья: Стиан Хальм Линейные судьи: Марис Лоцанс Тойво Тилку |
|                                                      |                                           | |                              | Судья: Стиан Хальм Линейные судьи: Марис Лоцанс Тойво Тилку |
|                                                      |                                           | |                              | Судья: Стиан Хальм Линейные судьи: Марис Лоцанс Тойво Тилку |
|                                                      |                                           | |                              | Судья: Стиан Хальм Линейные судьи: Марис Лоцанс Тойво Тилку |
| 30 мин                                               | Штраф                                     | 20 мин |                              | Судья: Стиан Хальм Линейные судьи: Марис Лоцанс Тойво Тилку |
|                                                      |                                           | |                              |                                                             |
|                                                      | 30                                        | Броски | 24                           |                                                             |

| 8 ноября 2015 17:00 | Эстония | 13 : 3 (3:1, 3:2, 7:0) | Мексика | Тондираба, Таллин Зрителей: 1150 |

| Отчёт | Отчёт                                                              | Отчёт | Отчёт                           | Отчёт                                                              |
| --- | ------------------------------------------------------------------ | --- | ------------------------------- | ------------------------------------------------------------------ |
| |                                                                    | |                                 |                                                                    |
| | Роман Шумихин — 00:00-60:00                                        | Вратари | 00:00-60:00 — Альфонсо де Альба | Судья: Ласси Хейккинен Линейные судьи: Анже Бергант Оли Гуннарссон |
| | Голы:                                                              | |                                 | Судья: Ласси Хейккинен Линейные судьи: Анже Бергант Оли Гуннарссон |
| Артур Федорюк — 12:22 (А. Кузнецов, А. Минин) Ян Лукац — 13:05 (Л. Лахесалу) Михкель Выранг — 14:57 (А. Кузнецов, Л. Лахесалу) Роберт Рооба (бол.) — 22:24 (Л. Лахесалу) Роберт Рооба — 28:09 (А. Горностаев) Роберт Рооба — 32:04 (А. Горностаев, В. Титаренко) Янус Сорокин — 43:09 (А. Минин, Я. Лукац) Роберт Аррак — 48:15 (Н. Козорев, М. Робушкин) Артём Горностаев — 48:31 (Р. Рооба, П. Силдре) Артём Минин — 49:23 (В. Титаренко, А. Горностаев) Янус Сорокин — 51:08 (Я. Лукац) Ристо Теппан — 51:35 (Н. Козорев, А. Минин) Артём Минин — 56:04 (Р. Рооба, С. Керна) | 0:1 :1 2:1 3:1 4:1 5:1 5:2 6:2 6:3 7:3 8:3 9:3 10:3 11:3 12:3 13:3 | 10:29 — Густаво Мартинес (мен.) (К. Гомес) 30:39 — Брайан Арройо (К. Гомес, Г. Мартинес) 39:45 — Роберто Чабат (бол.) (Ф. Угарте, Л. Д. Гонсалес) |                                 | Судья: Ласси Хейккинен Линейные судьи: Анже Бергант Оли Гуннарссон |
| |                                                                    | |                                 | Судья: Ласси Хейккинен Линейные судьи: Анже Бергант Оли Гуннарссон |
| |                                                                    | |                                 | Судья: Ласси Хейккинен Линейные судьи: Анже Бергант Оли Гуннарссон |
| |                                                                    | |                                 | Судья: Ласси Хейккинен Линейные судьи: Анже Бергант Оли Гуннарссон |
| 8 мин | Штраф                                                              | 8 мин |                                 | Судья: Ласси Хейккинен Линейные судьи: Анже Бергант Оли Гуннарссон |
| |                                                                    | |                                 |                                                                    |
| | 58                                                                 | Броски | 10                              |                                                                    |

#### Группа L
| М | Сборная  | И | В | ВО | ПО | П | ШЗ | ШП | РШ  | О |
| - | -------- | - | - | -- | -- | - | -- | -- | --- | - |
| 1 | Сербия   | 3 | 2 | 1  | 0  | 0 | 15 | 8  | +7  | 8 |
| 2 | Испания  | 3 | 2 | 0  | 0  | 1 | 18 | 9  | +9  | 6 |
| 3 | Исландия | 3 | 1 | 0  | 1  | 1 | 18 | 13 | +5  | 4 |
| 4 | Китай    | 3 | 0 | 0  | 0  | 3 | 5  | 26 | −21 | 0 |

Время местное — UTC+1
| 6 ноября 2015 16:00 | Исландия | 4 : 5 (Б) (2:2, 0:1, 2:1, 0:0, 0:1) | Сербия | Франциско Фернандес Очоа Арена, Вальдеморо Зрителей: 125 |

| Отчёт | Отчёт                              | Отчёт | Отчёт                          | Отчёт                                                           |
| --- | ---------------------------------- | --- | ------------------------------ | --------------------------------------------------------------- |
| |                                    | |                                |                                                                 |
| | Снорри Сигурбергссон — 00:00-65:00 | Вратари | 00:00-65:00 — Арсений Ранкович | Судья: Даниэль Блик Линейные судьи: Томаш Брейха Гильерм Маргри |
| | Голы:                              | |                                | Судья: Даниэль Блик Линейные судьи: Томаш Брейха Гильерм Маргри |
| Арнтор Бьярнасон (бол.) — 07:37 Ульфар Андрессон — 16:18 (Ю. Лейфссон, Б. Арнасон) Юхан Лейфссон (бул.) — 46:21 Олафур Бьорнссон (мен.) — 50:37 (Э. Аленгор) | 0:1 :1 1:2 :2 2:3 :3 3:4 :4 4:5    | 01:30 — Марко Милованович (Н. Янкович, И. Главоньич) 16:01 — Неманья Вучуревич (С. Илич, И. Главоньич) 37:25 — Димитрие Филипович (Н. Вучуревич) 47:24 — Марко Милованович (бол.) (М. Бркусанин, Д. Филипович) 65:00 — Неманья Янкович (поб. бул.) |                                | Судья: Даниэль Блик Линейные судьи: Томаш Брейха Гильерм Маргри |
| | Буллиты:                           | |                                | Судья: Даниэль Блик Линейные судьи: Томаш Брейха Гильерм Маргри |
| Бьёрн Сигурдарсон Эмиль Аленгор Юхан Лейфссон |                                    | Неманья Янкович Павел Поправка Неманья Вучуревич |                                | Судья: Даниэль Блик Линейные судьи: Томаш Брейха Гильерм Маргри |
| |                                    | |                                | Судья: Даниэль Блик Линейные судьи: Томаш Брейха Гильерм Маргри |
| 14 мин | Штраф                              | 12 мин |                                | Судья: Даниэль Блик Линейные судьи: Томаш Брейха Гильерм Маргри |
| |                                    | |                                |                                                                 |
| | 52                                 | Броски | 30                             |                                                                 |

| 6 ноября 2015 19:30 | Испания | 10 : 1 (2:0, 6:1, 2:1) | Китай | Франциско Фернандес Очоа Арена, Вальдеморо Зрителей: 750 |

| Отчёт | Отчёт                                                    | Отчёт                         | Отчёт                                           | Отчёт                                                              |
| --- | -------------------------------------------------------- | ----------------------------- | ----------------------------------------------- | ------------------------------------------------------------------ |
| |                                                          |                               |                                                 |                                                                    |
| | Андер Алькайн — 00:00-48:55 Игнасио Гарсия — 48:55-60:00 | Вратари                       | 00:00-31:33 — Лю Чживэй 31:33-60:00 — Ся Шэнжун | Судья: Лука Камсек Линейные судьи: Андреас Коверт Мартин Смайбидло |
| | Голы:                                                    |                               |                                                 | Судья: Лука Камсек Линейные судьи: Андреас Коверт Мартин Смайбидло |
| Игнасио Солорсано — 05:27 (А. Карбонель, П. Гонсалес) Адриан Убието — 06:26 (А. Гарсия, А. Карбонель) Хорди Англес — 22:59 (А. Бетран, Х. Гарсия-Ариас) Пабло Пуйелло — 23:31 (Г. Бетран) Алехандро Карбонель (бол.) — 28:07 (П. Фуэнтес, Г. Гонсалес) Пабло Муньос (бол.) — 31:33 Алехандро Веа — 35:57 (Х. Гарсия-Ариас) Игнасио Солорсано — 36:50 (П. Гонсалес) Хуан Муньос (бол.) — 47:13 (Х. Х. Паласин, А. Педрас) Патрисио Фуэнтес (бол.) — 55:03 (Х. Х. Паласин, Г. Гонсалес) | 1:0 2:0 3:0 4:0 5:0 5:1 6:1 7:1 8:1 9:1 10:1             | 29:01 — Ся Тяньсян (Цюй Идун) |                                                 | Судья: Лука Камсек Линейные судьи: Андреас Коверт Мартин Смайбидло |
| |                                                          |                               |                                                 | Судья: Лука Камсек Линейные судьи: Андреас Коверт Мартин Смайбидло |
| |                                                          |                               |                                                 | Судья: Лука Камсек Линейные судьи: Андреас Коверт Мартин Смайбидло |
| |                                                          |                               |                                                 | Судья: Лука Камсек Линейные судьи: Андреас Коверт Мартин Смайбидло |
| 8 мин | Штраф                                                    | 18 мин                        |                                                 | Судья: Лука Камсек Линейные судьи: Андреас Коверт Мартин Смайбидло |
| |                                                          |                               |                                                 |                                                                    |
| | 56                                                       | Броски                        | 11                                              |                                                                    |

| 7 ноября 2015 16:00 | Сербия | 5 : 1 (4:0, 1:1, 0:0) | Китай | Франциско Фернандес Очоа Арена, Вальдеморо Зрителей: 120 |

| Отчёт | Отчёт                                                                                        | Отчёт                     | Отчёт                   | Отчёт                                                            |
| --- | -------------------------------------------------------------------------------------------- | ------------------------- | ----------------------- | ---------------------------------------------------------------- |
| |                                                                                              |                           |                         |                                                                  |
| | Арсений Ранкович — 00:00-50:31 Петар Степанович — 50:31-52:01 Арсений Ранкович — 52:01-60:00 | Вратари                   | 00:00-60:00 — Лю Чживэй | Судья: Лука Камсек Линейные судьи: Томаш Брейха Мартин Смайбидло |
| | Голы:                                                                                        |                           |                         | Судья: Лука Камсек Линейные судьи: Томаш Брейха Мартин Смайбидло |
| Марко Милованович — 04:21 (Н. Янкович) Алекса Лукович — 11:25 (И. Главоньич, Н. Янкович) Павел Поправка — 13:58 (Д. Филипович, Н. Вучуревич) Ненад Ракович — 19:57 (П. Новакович, С. Ристич) Павел Поправка — 24:18 (Д. Филипович, Н. Вучуревич) | 1:0 2:0 3:0 4:0 4:1 5:1                                                                      | 24:06 — Ян Минси (Лю Цин) |                         | Судья: Лука Камсек Линейные судьи: Томаш Брейха Мартин Смайбидло |
| |                                                                                              |                           |                         | Судья: Лука Камсек Линейные судьи: Томаш Брейха Мартин Смайбидло |
| |                                                                                              |                           |                         | Судья: Лука Камсек Линейные судьи: Томаш Брейха Мартин Смайбидло |
| |                                                                                              |                           |                         | Судья: Лука Камсек Линейные судьи: Томаш Брейха Мартин Смайбидло |
| 0 мин | Штраф                                                                                        | 16 мин                    |                         | Судья: Лука Камсек Линейные судьи: Томаш Брейха Мартин Смайбидло |
| |                                                                                              |                           |                         |                                                                  |
| | 48                                                                                           | Броски                    | 18                      |                                                                  |

| 7 ноября 2015 19:30 | Испания | 5 : 3 (2:1, 2:1, 1:1) | Исландия | Франциско Фернандес Очоа Арена, Вальдеморо Зрителей: 850 |

| Отчёт | Отчёт                          | Отчёт | Отчёт                              | Отчёт                                                                   |
| --- | ------------------------------ | --- | ---------------------------------- | ----------------------------------------------------------------------- |
| |                                | |                                    |                                                                         |
| | Андер Алькайн — 00:00-60:00    | Вратари | 00:00-59:33 — Снорри Сигурбергссон | Судья: Андреа Москен Линейные судьи: Андреас Коверт Федерико Стефенелли |
| | Голы:                          | |                                    | Судья: Андреа Москен Линейные судьи: Андреас Коверт Федерико Стефенелли |
| Пабло Муньос — 10:27 (Г. Гонсалес, П. Фуэнтес) Альфонсо Гарсия — 14:35 (А. Педрас) Алехандро Педрас — 24:41 (А. Гарсия, П. Фуэнтес) Пол Гонсалес — 36:09 (И. Солорсано, П. Фуэнтес) Пол Гонсалес (бол.) — 54:15 (И. Солорсано) | 0:1 :1 2:1 2:2 3:2 4:2 4:3 5:3 | 03:34 — Юхан Лейфссон (Б. Бергман, Б. Арнасон) 21:47 — Фалур Гуднасон (Р. Палссон) 48:02 — Юхан Лейфссон (И. Арнасон, С. Ингасон) |                                    | Судья: Андреа Москен Линейные судьи: Андреас Коверт Федерико Стефенелли |
| |                                | |                                    | Судья: Андреа Москен Линейные судьи: Андреас Коверт Федерико Стефенелли |
| |                                | |                                    | Судья: Андреа Москен Линейные судьи: Андреас Коверт Федерико Стефенелли |
| |                                | |                                    | Судья: Андреа Москен Линейные судьи: Андреас Коверт Федерико Стефенелли |
| 10 мин | Штраф                          | 6 мин |                                    | Судья: Андреа Москен Линейные судьи: Андреас Коверт Федерико Стефенелли |
| |                                | |                                    |                                                                         |
| | 39                             | Броски | 29                                 |                                                                         |

| 8 ноября 2015 16:00 | Китай | 3 : 11 (0:7, 1:2, 2:2) | Исландия | Франциско Фернандес Очоа Арена, Вальдеморо Зрителей: 150 |

| Отчёт | Отчёт                                                       | Отчёт | Отчёт                       | Отчёт                                                                   |
| --- | ----------------------------------------------------------- | --- | --------------------------- | ----------------------------------------------------------------------- |
| |                                                             | |                             |                                                                         |
| | Лю Чживэй — 00:00-18:08 Ся Шэнжун — 18:08-60:00             | Вратари | 00:00-60:00 — Омар Скуласон | Судья: Андреа Москен Линейные судьи: Гильерм Маргри Федерико Стефенелли |
| | Голы:                                                       | |                             | Судья: Андреа Москен Линейные судьи: Гильерм Маргри Федерико Стефенелли |
| Бао Цзячан — 35:31 (Гуань Тяньи, Ян Минси) Лю Лунтань (бол.) — 51:57 (Ху Тянью, Ся Тяньсян) Ху Тянью (мен.) — 59:36 (Лю Лунтань) | 0:1 0:2 0:3 0:4 0:5 0:6 0:7 0:8 0:9 1:9 1:10 2:10 2:11 3:11 | 01:44 — Робин Хедстрём (Ю. Лейфссон, А. Бьярнасон) 07:40 — Ингтор Арнасон (А. Микаэльссон) 08:48 — Роберт Палссон (Ю. Лейфссон, А. Микаэльссон) 13:56 — Ингтор Арнасон (бол.) (Й. Гисласон, Ю. Лейфссон) 14:37 — Робин Хедстрём (бол.) (Э. Аленгор, Ю. Лейфссон) 15:32 — Андри Микаэльссон (бол.) (Р. Палссон, Ю. Лейфссон) 15:54 — Андри Хелгасон (Э. Тормодссон, У. Андрессон) 33:08 — Петур Маак (А. Микаэльссон) 34:02 — Робин Хедстрём (О. Бьорнссон) 42:24 — Робин Хедстрём (Э. Аленгор) 52:39 — Робин Хедстрём (О. Бьорнссон, И. Арнасон) |                             | Судья: Андреа Москен Линейные судьи: Гильерм Маргри Федерико Стефенелли |
| |                                                             | |                             | Судья: Андреа Москен Линейные судьи: Гильерм Маргри Федерико Стефенелли |
| |                                                             | |                             | Судья: Андреа Москен Линейные судьи: Гильерм Маргри Федерико Стефенелли |
| |                                                             | |                             | Судья: Андреа Москен Линейные судьи: Гильерм Маргри Федерико Стефенелли |
| 16 мин | Штраф                                                       | 10 мин |                             | Судья: Андреа Москен Линейные судьи: Гильерм Маргри Федерико Стефенелли |
| |                                                             | |                             |                                                                         |
| | 22                                                          | Броски | 46                          |                                                                         |

| 8 ноября 2015 19:30 | Сербия | 5 : 3 (0:2, 2:0, 3:1) | Испания | Франциско Фернандес Очоа Арена, Вальдеморо Зрителей: 950 |

| Отчёт | Отчёт                           | Отчёт | Отчёт                                               | Отчёт                                                               |
| --- | ------------------------------- | --- | --------------------------------------------------- | ------------------------------------------------------------------- |
| |                                 | |                                                     |                                                                     |
| | Арсений Ранкович — 00:00-60:00  | Вратари | 00:00-58:39 — Андер Алькайн 58:45-58:49 59:41-60:00 | Судья: Даниэль Блик Линейные судьи: Андреас Коверт Мартин Смайбидло |
| | Голы:                           | |                                                     | Судья: Даниэль Блик Линейные судьи: Андреас Коверт Мартин Смайбидло |
| Димитрие Филипович — 27:29 (У. Новакович, Н. Вучуревич) Димитрие Филипович — 36:31 (Н. Вучуревич, У. Новакович) Павел Поправка — 44:56 (Д. Филипович) Марко Милованович — 57:26 (М. Бркусанин) Марко Бркусанин (п.в.) — 59:41 | 0:1 0:2 1:2 2:2 3:2 3:3 4:3 5:3 | 11:51 — Гильермо Бетран (бол.) (А. Алькайн) 17:48 — Патрисио Фуэнтес (И. Солорсано, Г. Гонсалес) 50:27 — Алехандро Педрас (А. Убието, П. Фуэнтес) |                                                     | Судья: Даниэль Блик Линейные судьи: Андреас Коверт Мартин Смайбидло |
| |                                 | |                                                     | Судья: Даниэль Блик Линейные судьи: Андреас Коверт Мартин Смайбидло |
| |                                 | |                                                     | Судья: Даниэль Блик Линейные судьи: Андреас Коверт Мартин Смайбидло |
| |                                 | |                                                     | Судья: Даниэль Блик Линейные судьи: Андреас Коверт Мартин Смайбидло |
| 18 мин | Штраф                           | 8 мин |                                                     | Судья: Даниэль Блик Линейные судьи: Андреас Коверт Мартин Смайбидло |
| |                                 | |                                                     |                                                                     |
| | 29                              | Броски | 39                                                  |                                                                     |

### Пре-квалификация
Пре-квалификация проходила с 11 по 14 февраля 2016 года в трёх группах. Соревнования проходили в Кортина-д'Ампеццо (Италия), Будапеште (Венгрия) и Саппоро (Япония). Победители групп получили возможность играть в финальной квалификации.

#### Группа G
| М | Сборная        | И | В | ВО | ПО | П | ШЗ | ШП | РШ  | О |
| - | -------------- | - | - | -- | -- | - | -- | -- | --- | - |
| 1 | Италия         | 3 | 3 | 0  | 0  | 0 | 18 | 4  | +14 | 9 |
| 2 | Великобритания | 3 | 2 | 0  | 0  | 1 | 14 | 13 | +1  | 6 |
| 3 | Нидерланды     | 3 | 1 | 0  | 0  | 2 | 14 | 13 | +1  | 3 |
| 4 | Сербия         | 3 | 0 | 0  | 0  | 3 | 5  | 21 | -16 | 0 |

Время местное — UTC+1
| 11 февраля 2016 17:00 | Великобритания | 6 : 5 (2:1, 2:2, 2:2) | Нидерланды | Олимпийский стадион, Кортина-д'Ампеццо Зрителей: 302 |

| Отчёт | Отчёт                                      | Отчёт | Отчёт                           | Отчёт                                                                               |
| --- | ------------------------------------------ | --- | ------------------------------- | ----------------------------------------------------------------------------------- |
| |                                            | |                                 |                                                                                     |
| | Бен Боунс — 00:00-60:00                    | Вратари | 00:00-59:39 — Мартейн Остервейк | Судьи: Маркус Брилль Андреас Харнебринг Линейные судьи: Маттиас Кристели Симон Вюст |
| | Голы:                                      | |                                 | Судьи: Маркус Брилль Андреас Харнебринг Линейные судьи: Маттиас Кристели Симон Вюст |
| Рассел Коули — 03:35 (Б. О'Коннор, Д. Филлипс) Дэвид Филлипс — 17:12 (Б. О'Коннор, Дж. Боксилл) Мэттью Майерс — 28:23 (Б. О'Коннор, Д. Филлипс) Рассел Коули — 36:01 (Э. Тэйт, С. Ли) Колин Шилдс (бол.) — 49:17 (С. Ли, М. Ричардсон) Марк Ричардсон — 55:48 (Д. Филлипс, К. Пикок) | 0:1 :1 2:1 3:1 3:2 3:3 4:3 4:4 5:4 5:5 6:5 | 02:57 — Рональд Вюрм (бол.) (М. Брюйстен, Н. Нагтзам) 33:06 — Кевин Брюйстен (М. Далхёйсен) 34:01 — Мартен Брекелманс (М. Далхёйсен, Р. Вюрм) 43:22 — Митч Брюйстен (М. Далхёйсен, Д. Хагемейер) 51:08 — Дидерик Хагемейер (Н. Нагтзам) |                                 | Судьи: Маркус Брилль Андреас Харнебринг Линейные судьи: Маттиас Кристели Симон Вюст |
| |                                            | |                                 | Судьи: Маркус Брилль Андреас Харнебринг Линейные судьи: Маттиас Кристели Симон Вюст |
| |                                            | |                                 | Судьи: Маркус Брилль Андреас Харнебринг Линейные судьи: Маттиас Кристели Симон Вюст |
| |                                            | |                                 | Судьи: Маркус Брилль Андреас Харнебринг Линейные судьи: Маттиас Кристели Симон Вюст |
| 14 мин | Штраф                                      | 10 мин |                                 | Судьи: Маркус Брилль Андреас Харнебринг Линейные судьи: Маттиас Кристели Симон Вюст |
| |                                            | |                                 |                                                                                     |
| | 35                                         | Броски | 32                              |                                                                                     |

| 11 февраля 2016 20:45 | Италия | 8 : 0 (3:0, 3:0, 2:0) | Сербия | Олимпийский стадион, Кортина-д'Ампеццо Зрителей: 814 |

| Отчёт | Отчёт                           | Отчёт   | Отчёт                                                         | Отчёт                                                                                     |
| --- | ------------------------------- | ------- | ------------------------------------------------------------- | ----------------------------------------------------------------------------------------- |
| |                                 |         |                                                               |                                                                                           |
| | Андреас Бернард — 00:00-60:00   | Вратари | 00:00-51:58 — Арсений Ранкович 51:58-60:00 — Петар Степанович | Судьи: Петри Линдквист Ладислав Сметана Линейные судьи: Грега Маркизети Войцех Мощиньский |
| | Голы:                           |         |                                                               | Судьи: Петри Линдквист Ладислав Сметана Линейные судьи: Грега Маркизети Войцех Мощиньский |
| Стефано Маркетти — 01:00 (К. Девергилио, М. Гандер) Николас Пластино — 12:46 (М. Инсам) Кевин Девергилио — 16:40 (П. Дзанетте, Т. Ларкин) Даниэль Франк — 32:59 (Р. Андергассен, А. Хельфер) Маркус Гандер — 35:51 (С. Маркетти, П. Дзанетте) Александр Эггер (бол.) — 36:30 (А. Бернард, Х. Ромазер) Диего Костнер — 42:54 Николас Пластино — 51:58 | 1:0 2:0 3:0 4:0 5:0 6:0 7:0 8:0 |         |                                                               | Судьи: Петри Линдквист Ладислав Сметана Линейные судьи: Грега Маркизети Войцех Мощиньский |
| |                                 |         |                                                               | Судьи: Петри Линдквист Ладислав Сметана Линейные судьи: Грега Маркизети Войцех Мощиньский |
| |                                 |         |                                                               | Судьи: Петри Линдквист Ладислав Сметана Линейные судьи: Грега Маркизети Войцех Мощиньский |
| |                                 |         |                                                               | Судьи: Петри Линдквист Ладислав Сметана Линейные судьи: Грега Маркизети Войцех Мощиньский |
| 2 мин | Штраф                           | 14 мин  |                                                               | Судьи: Петри Линдквист Ладислав Сметана Линейные судьи: Грега Маркизети Войцех Мощиньский |
| |                                 |         |                                                               |                                                                                           |
| | 70                              | Броски  | 4                                                             |                                                                                           |

| 13 февраля 2016 17:00 | Великобритания | 6 : 2 (2:1, 2:1, 2:0) | Сербия | Олимпийский стадион, Кортина-д'Ампеццо Зрителей: 489 |

| Отчёт | Отчёт                           | Отчёт                                                                        | Отчёт                          | Отчёт                                                                                  |
| --- | ------------------------------- | ---------------------------------------------------------------------------- | ------------------------------ | -------------------------------------------------------------------------------------- |
| |                                 |                                                                              |                                |                                                                                        |
| | Стивен Лайл — 00:00-60:00       | Вратари                                                                      | 00:00-60:00 — Арсений Ранкович | Судьи: Андреас Харнебринг Ладислав Сметана Линейные судьи: Маттиас Кристели Симон Вюст |
| | Голы:                           |                                                                              |                                | Судьи: Андреас Харнебринг Ладислав Сметана Линейные судьи: Маттиас Кристели Симон Вюст |
| Колин Шилдс — 04:28 (П. Суиндлхёрст, К. Пикок) Мэттью Дэвис — 11:27 (Р. Лачовиц) Джонатан Боксилл — 29:50 (Д. Филлипс, К. Шилдс) Дэвид Клэрк (бол.) — 35:27 (С. Ли, Р. Лачовиц) Дэвид Клэрк — 54:54 (К. Пикок, К. Шилдс) Роберт Лачовиц (мен.) — 59:37 (М. Майерс) | 1:0 1:1 2:1 2:2 3:2 4:2 5:2 6:2 | 08:03 — Ненад Ракович (А. Звик) 25:44 — Урош Белогрлич (бол.) (Д. Филипович) |                                | Судьи: Андреас Харнебринг Ладислав Сметана Линейные судьи: Маттиас Кристели Симон Вюст |
| |                                 |                                                                              |                                | Судьи: Андреас Харнебринг Ладислав Сметана Линейные судьи: Маттиас Кристели Симон Вюст |
| |                                 |                                                                              |                                | Судьи: Андреас Харнебринг Ладислав Сметана Линейные судьи: Маттиас Кристели Симон Вюст |
| |                                 |                                                                              |                                | Судьи: Андреас Харнебринг Ладислав Сметана Линейные судьи: Маттиас Кристели Симон Вюст |
| 12 мин | Штраф                           | 16 мин                                                                       |                                | Судьи: Андреас Харнебринг Ладислав Сметана Линейные судьи: Маттиас Кристели Симон Вюст |
| |                                 |                                                                              |                                |                                                                                        |
| | 52                              | Броски                                                                       | 16                             |                                                                                        |

| 13 февраля 2016 20:45 | Нидерланды | 2 : 4 (1:2, 1:1, 0:1) | Италия | Олимпийский стадион, Кортина-д'Ампеццо Зрителей: 862 |

| Отчёт                                                                    | Отчёт                           | Отчёт | Отчёт                       | Отчёт                                                                                   |
| ------------------------------------------------------------------------ | ------------------------------- | --- | --------------------------- | --------------------------------------------------------------------------------------- |
|                                                                          |                                 | |                             |                                                                                         |
|                                                                          | Мартейн Остервейк — 00:00-59:15 | Вратари | 00:00-60:00 — Томас Трагуст | Судьи: Маркус Брилль Петри Линдквист Линейные судьи: Грега Маркизети Эдуард Метальников |
|                                                                          | Голы:                           | |                             | Судьи: Маркус Брилль Петри Линдквист Линейные судьи: Грега Маркизети Эдуард Метальников |
| Том Маркс — 02:39 (М. Далхёйсен) Дидерик Хагемейер — 20:08 (М. Брюйстен) | 0:1 :1 1:2 :2 2:3 2:4           | 00:39 — Марко Инсам 09:55 — Диего Костнер (С. Костнер, А. Хельфер) 33:11 — Кевин Девергилио (А. Хельфер, П. Дзанетте) 51:53 — Лука Фриго (Д. Костнер) |                             | Судьи: Маркус Брилль Петри Линдквист Линейные судьи: Грега Маркизети Эдуард Метальников |
|                                                                          |                                 | |                             | Судьи: Маркус Брилль Петри Линдквист Линейные судьи: Грега Маркизети Эдуард Метальников |
|                                                                          |                                 | |                             | Судьи: Маркус Брилль Петри Линдквист Линейные судьи: Грега Маркизети Эдуард Метальников |
|                                                                          |                                 | |                             | Судьи: Маркус Брилль Петри Линдквист Линейные судьи: Грега Маркизети Эдуард Метальников |
| 12 мин                                                                   | Штраф                           | 8 мин |                             | Судьи: Маркус Брилль Петри Линдквист Линейные судьи: Грега Маркизети Эдуард Метальников |
|                                                                          |                                 | |                             |                                                                                         |
|                                                                          | 19                              | Броски | 32                          |                                                                                         |

| 14 февраля 2016 17:00 | Сербия | 3 : 7 (0:2, 2:2, 1:3) | Нидерланды | Олимпийский стадион, Кортина-д'Ампеццо Зрителей: 428 |

| Отчёт | Отчёт                                   | Отчёт | Отчёт                                                       | Отчёт                                                                                      |
| --- | --------------------------------------- | --- | ----------------------------------------------------------- | ------------------------------------------------------------------------------------------ |
| |                                         | |                                                             |                                                                                            |
| | Арсений Ранкович — 00:00-60:00          | Вратари | 00:00-29:59 — Мартейн Остервейк 29:59-60:00 — Руд Лювестейн | Судьи: Андреас Харнебринг Петри Линдквист Линейные судьи: Маттиас Кристели Грега Маркизети |
| | Голы:                                   | |                                                             | Судьи: Андреас Харнебринг Петри Линдквист Линейные судьи: Маттиас Кристели Грега Маркизети |
| Марко Джумич — 24:59 (Д. Комазец) Неманья Вучуревич — 29:59 (П. Поправка) Димитрие Филипович (мен.) — 54:58 (М. Милованович) | 0:1 0:2 1:2 2:2 2:3 2:4 3:4 3:5 3:6 3:7 | 00:56 — Митч Брюйстен (Н. Нагтзам, М. Далхёйсен) 16:25 — Митч Брюйстен (Р. Коллир, Н. Нагтзам) 37:58 — Нардо Нагтзам (бол.) (М. Брюйстен) 39:11 — Майк Далхёйсен (К. Брюйстен, Ю. Смид) 55:18 — Майк Далхёйсен (бол.) (К. Брюйстен, Д. Стемпхер) 55:51 — Рейнир Статс (Р. Вюрм, М. Брекелманс) 57:19 — Кевин Брюйстен (Д. Стемпхер, М. Далхёйсен) |                                                             | Судьи: Андреас Харнебринг Петри Линдквист Линейные судьи: Маттиас Кристели Грега Маркизети |
| |                                         | |                                                             | Судьи: Андреас Харнебринг Петри Линдквист Линейные судьи: Маттиас Кристели Грега Маркизети |
| |                                         | |                                                             | Судьи: Андреас Харнебринг Петри Линдквист Линейные судьи: Маттиас Кристели Грега Маркизети |
| |                                         | |                                                             | Судьи: Андреас Харнебринг Петри Линдквист Линейные судьи: Маттиас Кристели Грега Маркизети |
| 8 мин | Штраф                                   | 6 мин |                                                             | Судьи: Андреас Харнебринг Петри Линдквист Линейные судьи: Маттиас Кристели Грега Маркизети |
| |                                         | |                                                             |                                                                                            |
| | 23                                      | Броски | 59                                                          |                                                                                            |

| 14 февраля 2016 20:45 | Италия | 6 : 2 (3:0, 1:1, 2:1) | Великобритания | Олимпийский стадион, Кортина-д'Ампеццо Зрителей: 781 |

| Отчёт | Отчёт                           | Отчёт                                                                                           | Отчёт                               | Отчёт                                                                                      |
| --- | ------------------------------- | ----------------------------------------------------------------------------------------------- | ----------------------------------- | ------------------------------------------------------------------------------------------ |
| |                                 |                                                                                                 |                                     |                                                                                            |
| | Андреас Бернард — 00:00-60:00   | Вратари                                                                                         | 00:00-58:54 — Бен Боунс 59:26-60:00 | Судьи: Маркус Брилль Ладислав Сметана Линейные судьи: Эдуард Метальников Войцех Мощиньский |
| | Голы:                           |                                                                                                 |                                     | Судьи: Маркус Брилль Ладислав Сметана Линейные судьи: Эдуард Метальников Войцех Мощиньский |
| Кристиан Боргателло (бол.) — 08:15 (А. Эггер, Антон Бернард) Антон Бернард (бол.) — 10:05 (А. Эггер, Х. Рамозер) Симон Костнер — 15:26 (К. Боргателло, А. Хельфер) Кристиан Боргателло — 35:56 (М. Инсам) Александр Геллерт — 47:23 (Н. Пластино) Хоаким Рамозер (п.в.) — 59:26 (Антон Бернард, М. Инсам) | 1:0 2:0 3:0 4:0 4:1 4:2 5:2 6:2 | 38:25 — Эшли Тэйт (бол.) (Д. Филлипс, С. Ли) 45:01 — Дэвид Клэрк (бол.) (Б. О'Коннор, К. Шилдс) |                                     | Судьи: Маркус Брилль Ладислав Сметана Линейные судьи: Эдуард Метальников Войцех Мощиньский |
| |                                 |                                                                                                 |                                     | Судьи: Маркус Брилль Ладислав Сметана Линейные судьи: Эдуард Метальников Войцех Мощиньский |
| |                                 |                                                                                                 |                                     | Судьи: Маркус Брилль Ладислав Сметана Линейные судьи: Эдуард Метальников Войцех Мощиньский |
| |                                 |                                                                                                 |                                     | Судьи: Маркус Брилль Ладислав Сметана Линейные судьи: Эдуард Метальников Войцех Мощиньский |
| 14 мин | Штраф                           | 22 мин                                                                                          |                                     | Судьи: Маркус Брилль Ладислав Сметана Линейные судьи: Эдуард Метальников Войцех Мощиньский |
| |                                 |                                                                                                 |                                     |                                                                                            |
| | 32                              | Броски                                                                                          | 27                                  |                                                                                            |

#### Группа H
| М | Сборная | И | В | ВО | ПО | П | ШЗ | ШП | РШ  | О |
| - | ------- | - | - | -- | -- | - | -- | -- | --- | - |
| 1 | Польша  | 3 | 2 | 1  | 0  | 0 | 16 | 3  | +13 | 8 |
| 2 | Венгрия | 3 | 2 | 0  | 1  | 0 | 11 | 2  | +9  | 7 |
| 3 | Эстония | 3 | 1 | 0  | 0  | 2 | 7  | 14 | -7  | 3 |
| 4 | Литва   | 3 | 0 | 0  | 0  | 3 | 2  | 17 | -15 | 0 |

Время местное — UTC+1
| 11 февраля 2016 16:00 | Польша | 6 : 2 (3:0, 2:1, 1:1) | Эстония | Спортивная арена имени Ласло Паппа, Будапешт Зрителей: 858 |

| Отчёт | Отчёт                           | Отчёт                                                                                 | Отчёт                       | Отчёт                                                                                |
| --- | ------------------------------- | ------------------------------------------------------------------------------------- | --------------------------- | ------------------------------------------------------------------------------------ |
| |                                 |                                                                                       |                             |                                                                                      |
| | Камиль Косовский — 00:00-60:00  | Вратари                                                                               | 00:00-60:00 — Роман Шумихин | Судьи: Павел Ходек Даниель Стрикер Линейные судьи: Ботонд Палькови Николай Пономарёв |
| | Голы:                           |                                                                                       |                             | Судьи: Павел Ходек Даниель Стрикер Линейные судьи: Ботонд Палькови Николай Пономарёв |
| Патрик Вронка — 01:50 (М. Бепиржич) Арон Чмилевский (бол.) — 15:00 (Г. Пащут, М. Лопуский) Кацпер Гузик — 18:53 (П. Вайда) Матеуш Бепиржич — 21:41 (К. Джюбиньский) Марцин Колуш — 23:06 (Т. Малящиньский) Матеуш Ромпковский — 45:33 (К. Джюбиньский, А. Чмилевский) | 1:0 2:0 3:0 3:1 4:1 5:1 5:2 6:2 | 20:50 — Александр Петров (А. Макров, Ф. Шварогин) 43:08 — Александр Петров (Р. Рооба) |                             | Судьи: Павел Ходек Даниель Стрикер Линейные судьи: Ботонд Палькови Николай Пономарёв |
| |                                 |                                                                                       |                             | Судьи: Павел Ходек Даниель Стрикер Линейные судьи: Ботонд Палькови Николай Пономарёв |
| |                                 |                                                                                       |                             | Судьи: Павел Ходек Даниель Стрикер Линейные судьи: Ботонд Палькови Николай Пономарёв |
| |                                 |                                                                                       |                             | Судьи: Павел Ходек Даниель Стрикер Линейные судьи: Ботонд Палькови Николай Пономарёв |
| 4 мин | Штраф                           | 6 мин                                                                                 |                             | Судьи: Павел Ходек Даниель Стрикер Линейные судьи: Ботонд Палькови Николай Пономарёв |
| |                                 |                                                                                       |                             |                                                                                      |
| | 64                              | Броски                                                                                | 16                          |                                                                                      |

| 11 февраля 2016 19:30 | Литва | 0 : 4 (0:1, 0:1, 0:2) | Венгрия | Спортивная арена имени Ласло Паппа, Будапешт Зрителей: 7110 |

| Отчёт | Отчёт                        | Отчёт | Отчёт                      | Отчёт                                                                      |
| ----- | ---------------------------- | --- | -------------------------- | -------------------------------------------------------------------------- |
|       |                              | |                            |                                                                            |
|       | Мантас Армалис — 00:00-60:00 | Вратари | 00:00-60:00 — Миклош Райна | Судьи: Майкл Хикс Линус Олунд Линейные судьи: Реми Осум Михаэль Хофстаттер |
|       | Голы:                        | |                            | Судьи: Майкл Хикс Линус Олунд Линейные судьи: Реми Осум Михаэль Хофстаттер |
|       | 0:1 0:2 0:3 0:4              | 14:25 — Вильмош Галло (А. Бенк, К. Надь) 27:43 — Янош Хари (И. Барталиш) 42:34 — Френк Бэнхэм (бол.) (Д. Когер, Э. Сарауэр) 45:09 — Даниель Кошш (Э. Сарауэр) |                            | Судьи: Майкл Хикс Линус Олунд Линейные судьи: Реми Осум Михаэль Хофстаттер |
|       |                              | |                            | Судьи: Майкл Хикс Линус Олунд Линейные судьи: Реми Осум Михаэль Хофстаттер |
|       |                              | |                            | Судьи: Майкл Хикс Линус Олунд Линейные судьи: Реми Осум Михаэль Хофстаттер |
|       |                              | |                            | Судьи: Майкл Хикс Линус Олунд Линейные судьи: Реми Осум Михаэль Хофстаттер |
| 8 мин | Штраф                        | 8 мин |                            | Судьи: Майкл Хикс Линус Олунд Линейные судьи: Реми Осум Михаэль Хофстаттер |
|       |                              | |                            |                                                                            |
|       | 19                           | Броски | 60                         |                                                                            |

| 12 февраля 2016 16:00 | Польша | 9 : 1 (2:0, 5:0, 2:1) | Литва | Спортивная арена имени Ласло Паппа, Будапешт Зрителей: 640 |

| Отчёт | Отчёт                                   | Отчёт                    | Отчёт                                                     | Отчёт                                                                                 |
| --- | --------------------------------------- | ------------------------ | --------------------------------------------------------- | ------------------------------------------------------------------------------------- |
| |                                         |                          |                                                           |                                                                                       |
| | Пшемыслав Одробны — 00:00-60:00         | Вратари                  | 00:00-40:00 — Мантас Армалис 40:00-60:00 — Артур Павлюков | Судьи: Линус Олунд Даниель Стрикер Линейные судьи: Михаэль Хофстаттер Ботонд Палькови |
| | Голы:                                   |                          |                                                           | Судьи: Линус Олунд Даниель Стрикер Линейные судьи: Михаэль Хофстаттер Ботонд Палькови |
| Гжегож Пащут — 15:01 (А. Чмилевский) Арон Чмилевский — 17:26 (М. Лопуский) Кшиштоф Запала — 20:35 (Т. Малящиньский) Мацей Урбанович — 23:12 (П. Дроня) Кристиан Джюбиньский (бол.) — 25:29 (М. Котлёж) Томаш Малящиньский — 37:29 Кристиан Джюбиньский (бол.) — 39:42 (Б. Поцеха, П. Вронка) Кшиштоф Запала — 40:33 (М. Ромпковский, М. Колуш) Матеуш Бепиржич — 52:20 (П. Вронка, М. Кручек) | 1:0 2:0 3:0 4:0 5:0 6:0 7:0 8:0 9:0 9:1 | 55:05 — Даниель Богдзюль |                                                           | Судьи: Линус Олунд Даниель Стрикер Линейные судьи: Михаэль Хофстаттер Ботонд Палькови |
| |                                         |                          |                                                           | Судьи: Линус Олунд Даниель Стрикер Линейные судьи: Михаэль Хофстаттер Ботонд Палькови |
| |                                         |                          |                                                           | Судьи: Линус Олунд Даниель Стрикер Линейные судьи: Михаэль Хофстаттер Ботонд Палькови |
| |                                         |                          |                                                           | Судьи: Линус Олунд Даниель Стрикер Линейные судьи: Михаэль Хофстаттер Ботонд Палькови |
| 10 мин | Штраф                                   | 10 мин                   |                                                           | Судьи: Линус Олунд Даниель Стрикер Линейные судьи: Михаэль Хофстаттер Ботонд Палькови |
| |                                         |                          |                                                           |                                                                                       |
| | 56                                      | Броски                   | 39                                                        |                                                                                       |

| 12 февраля 2016 19:30 | Венгрия | 7 : 1 (2:0, 2:1, 3:0) | Эстония | Спортивная арена имени Ласло Паппа, Будапешт Зрителей: 8100 |

| Отчёт | Отчёт                           | Отчёт                            | Отчёт                               | Отчёт                                                                        |
| --- | ------------------------------- | -------------------------------- | ----------------------------------- | ---------------------------------------------------------------------------- |
| |                                 |                                  |                                     |                                                                              |
| | Золтан Хетеньи — 00:00-60:00    | Вратари                          | 00:00-60:00 — Виллем-Хенрик Койтмаа | Судьи: Майкл Хикс Павел Ходек Линейные судьи: Райвис Юцерс Николай Пономарёв |
| | Голы:                           |                                  |                                     | Судьи: Майкл Хикс Павел Ходек Линейные судьи: Райвис Юцерс Николай Пономарёв |
| Иштван Шофрон — 01:50 (Д. Когер, Э. Сарауэр) Вильмош Галло — 15:12 (Б. Гоз) Иштван Шофрон (бол.) — 23:31 (Д. Когер, Э. Сарауэр) Фрэнк Бэнхэм — 31:51 (Я. Хари) Петер Винче — 43:15 (К. Надь) Петер Винче (бол.) — 56:27 (Д. Когер, И. Шофрон) Эндрю Сарауэр (бол.) — 58:33 (П. Винче) | 1:0 2:0 3:0 3:1 4:1 5:1 6:1 7:1 | 26:45 — Роберт Рооба (А. Макров) |                                     | Судьи: Майкл Хикс Павел Ходек Линейные судьи: Райвис Юцерс Николай Пономарёв |
| |                                 |                                  |                                     | Судьи: Майкл Хикс Павел Ходек Линейные судьи: Райвис Юцерс Николай Пономарёв |
| |                                 |                                  |                                     | Судьи: Майкл Хикс Павел Ходек Линейные судьи: Райвис Юцерс Николай Пономарёв |
| |                                 |                                  |                                     | Судьи: Майкл Хикс Павел Ходек Линейные судьи: Райвис Юцерс Николай Пономарёв |
| 8 мин | Штраф                           | 18 мин                           |                                     | Судьи: Майкл Хикс Павел Ходек Линейные судьи: Райвис Юцерс Николай Пономарёв |
| |                                 |                                  |                                     |                                                                              |
| | 62                              | Броски                           | 19                                  |                                                                              |

| 14 февраля 2016 14:30 | Эстония | 4 : 1 (3:1, 0:0, 1:0) | Литва | Спортивная арена имени Ласло Паппа, Будапешт Зрителей: 950 |

| Отчёт | Отчёт                               | Отчёт                                                     | Отчёт                        | Отчёт                                                                   |
| --- | ----------------------------------- | --------------------------------------------------------- | ---------------------------- | ----------------------------------------------------------------------- |
| |                                     |                                                           |                              |                                                                         |
| | Виллем-Хенрик Койтмаа — 00:00-60:00 | Вратари                                                   | 00:00-60:00 — Мантас Армалис | Судьи: Майкл Хикс Павел Ходек Линейные судьи: Реми Осум Ботонд Палькови |
| | Голы:                               |                                                           |                              | Судьи: Майкл Хикс Павел Ходек Линейные судьи: Реми Осум Ботонд Палькови |
| Андрей Макров — 00:43 (А. Петров, Р. Рооба) Филипп Шварогин (бол.) — 02:34 (Р. Рооба) Денис Конышев — 15:56 (Я. Сорокин) Андрей Макров — 43:59 (А. Петров) | 1:0 2:0 2:1 3:1 4:1                 | 13:24 — Даниелюс Номановас (бол.) (А. Катулис, М. Киерас) |                              | Судьи: Майкл Хикс Павел Ходек Линейные судьи: Реми Осум Ботонд Палькови |
| |                                     |                                                           |                              | Судьи: Майкл Хикс Павел Ходек Линейные судьи: Реми Осум Ботонд Палькови |
| |                                     |                                                           |                              | Судьи: Майкл Хикс Павел Ходек Линейные судьи: Реми Осум Ботонд Палькови |
| |                                     |                                                           |                              | Судьи: Майкл Хикс Павел Ходек Линейные судьи: Реми Осум Ботонд Палькови |
| 16 мин | Штраф                               | 12 мин                                                    |                              | Судьи: Майкл Хикс Павел Ходек Линейные судьи: Реми Осум Ботонд Палькови |
| |                                     |                                                           |                              |                                                                         |
| | 26                                  | Броски                                                    | 56                           |                                                                         |

| 14 февраля 2016 18:00 | Венгрия | 0 : 1 (Б) (0:0, 0:0, 0:0, 0:0, 0:1) | Польша | Спортивная арена имени Ласло Паппа, Будапешт Зрителей: 9000 |

| Отчёт                                 | Отчёт                      | Отчёт                              | Отчёт                           | Отчёт                                                                             |
| ------------------------------------- | -------------------------- | ---------------------------------- | ------------------------------- | --------------------------------------------------------------------------------- |
|                                       |                            |                                    |                                 |                                                                                   |
|                                       | Миклош Райна — 00:00-65:00 | Вратари                            | 00:00-65:00 — Пшемыслав Одробны | Судьи: Линус Олунд Даниель Стрикер Линейные судьи: Райвис Юцерс Николай Пономарёв |
|                                       | Голы:                      |                                    |                                 | Судьи: Линус Олунд Даниель Стрикер Линейные судьи: Райвис Юцерс Николай Пономарёв |
|                                       | 0:1                        | 65:00 — Кшиштоф Запала (поб. бул.) |                                 | Судьи: Линус Олунд Даниель Стрикер Линейные судьи: Райвис Юцерс Николай Пономарёв |
|                                       | Буллиты:                   |                                    |                                 | Судьи: Линус Олунд Даниель Стрикер Линейные судьи: Райвис Юцерс Николай Пономарёв |
| Мартон Ваш Эндрю Сарауэр Фрэнк Бэнхэм |                            | Кшиштоф Запала Арон Чмилевский     |                                 | Судьи: Линус Олунд Даниель Стрикер Линейные судьи: Райвис Юцерс Николай Пономарёв |
|                                       |                            |                                    |                                 | Судьи: Линус Олунд Даниель Стрикер Линейные судьи: Райвис Юцерс Николай Пономарёв |
| 8 мин                                 | Штраф                      | 4 мин                              |                                 | Судьи: Линус Олунд Даниель Стрикер Линейные судьи: Райвис Юцерс Николай Пономарёв |
|                                       |                            |                                    |                                 |                                                                                   |
|                                       | 38                         | Броски                             | 27                              |                                                                                   |

#### Группа J
| М | Сборная  | И | В | ВО | ПО | П | ШЗ | ШП | РШ  | О |
| - | -------- | - | - | -- | -- | - | -- | -- | --- | - |
| 1 | Япония   | 3 | 3 | 0  | 0  | 0 | 12 | 1  | +11 | 9 |
| 2 | Украина  | 3 | 2 | 0  | 0  | 1 | 10 | 2  | +8  | 6 |
| 3 | Хорватия | 3 | 1 | 0  | 0  | 2 | 4  | 10 | -6  | 3 |
| 4 | Румыния  | 3 | 0 | 0  | 0  | 3 | 1  | 14 | -13 | 0 |

Время местное — UTC+9
| 11 февраля 2016 14:30 | Украина | 3 : 0 (0:0, 2:0, 1:0) | Румыния | Цукисаму Гимназиум, Саппоро Зрителей: 1020 |

| Отчёт | Отчёт                           | Отчёт   | Отчёт                        | Отчёт                                                                       |
| --- | ------------------------------- | ------- | ---------------------------- | --------------------------------------------------------------------------- |
| |                                 |         |                              |                                                                             |
| | Эдуард Захарченко — 00:00-60:00 | Вратари | 00:00-60:00 — Аттила Адорьян | Судьи: Петер Гебеи Алексей Раводин Линейные судьи: Синобу Каваи Яни Песонен |
| | Голы:                           |         |                              | Судьи: Петер Гебеи Алексей Раводин Линейные судьи: Синобу Каваи Яни Песонен |
| Владислав Луговой — 29:32 (С. Кузьмик, А. Михнов) Андрей Михнов — 38:19 (А. Бондарев) Артём Гниденко — 54:35 (Д. Исаенко, Г. Кича) | 1:0 2:0 3:0                     |         |                              | Судьи: Петер Гебеи Алексей Раводин Линейные судьи: Синобу Каваи Яни Песонен |
| |                                 |         |                              | Судьи: Петер Гебеи Алексей Раводин Линейные судьи: Синобу Каваи Яни Песонен |
| |                                 |         |                              | Судьи: Петер Гебеи Алексей Раводин Линейные судьи: Синобу Каваи Яни Песонен |
| |                                 |         |                              | Судьи: Петер Гебеи Алексей Раводин Линейные судьи: Синобу Каваи Яни Песонен |
| 22 мин | Штраф                           | 10 мин  |                              | Судьи: Петер Гебеи Алексей Раводин Линейные судьи: Синобу Каваи Яни Песонен |
| |                                 |         |                              |                                                                             |
| | 48                              | Броски  | 27                           |                                                                             |

| 11 февраля 2016 18:00 | Хорватия | 0 : 3 (0:0, 0:1, 0:2) | Япония | Цукисаму Гимназиум, Саппоро Зрителей: 1828 |

| Отчёт | Отчёт                         | Отчёт | Отчёт                         | Отчёт                                                                      |
| ----- | ----------------------------- | --- | ----------------------------- | -------------------------------------------------------------------------- |
|       |                               | |                               |                                                                            |
|       | Мате Томленович — 00:00-60:00 | Вратари                                                                                                  | 00:00-60:00 — Ютака Фукуфудзи | Судьи: Стефан Рено Гордон Шукиз Линейные судьи: Седрик Борга Дана Пенкивеч |
|       | Голы:                         | |                               | Судьи: Стефан Рено Гордон Шукиз Линейные судьи: Седрик Борга Дана Пенкивеч |
|       | 0:1 0:2 0:3                   | 34:50 — Юто Осава (Р. Хасиба) 55:39 — Юто Осава (К. Митамура, Р. Хасимото) 55:59 — Го Танака (Ю. Хирано) |                               | Судьи: Стефан Рено Гордон Шукиз Линейные судьи: Седрик Борга Дана Пенкивеч |
|       |                               | |                               | Судьи: Стефан Рено Гордон Шукиз Линейные судьи: Седрик Борга Дана Пенкивеч |
|       |                               | |                               | Судьи: Стефан Рено Гордон Шукиз Линейные судьи: Седрик Борга Дана Пенкивеч |
|       |                               | |                               | Судьи: Стефан Рено Гордон Шукиз Линейные судьи: Седрик Борга Дана Пенкивеч |
| 4 мин | Штраф                         | 8 мин |                               | Судьи: Стефан Рено Гордон Шукиз Линейные судьи: Седрик Борга Дана Пенкивеч |
|       |                               | |                               |                                                                            |
|       | 8                             | Броски                                                                                                   | 43                            |                                                                            |

| 13 февраля 2016 14:30 | Украина | 6 : 0 (3:0, 1:0, 2:0) | Хорватия | Цукисаму Гимназиум, Саппоро Зрителей: 1227 |

| Отчёт | Отчёт                           | Отчёт   | Отчёт                        | Отчёт                                                                           |
| --- | ------------------------------- | ------- | ---------------------------- | ------------------------------------------------------------------------------- |
| |                                 |         |                              |                                                                                 |
| | Эдуард Захарченко — 00:00-60:00 | Вратари | 00:00-60:00 — Вилим Розандич | Судьи: Алексей Раводин Гордон Шукиз Линейные судьи: Бенуа Мартино Дана Пенкивеч |
| | Голы:                           |         |                              | Судьи: Алексей Раводин Гордон Шукиз Линейные судьи: Бенуа Мартино Дана Пенкивеч |
| Артём Гниденко — 01:22 (Г. Кича, Ю. Петранговский) Александр Победоносцев — 07:28 (А. Бондарев) Юрий Петранговский — 15:42 (Г. Кича) Георгий Кича (бол.) — 24:06 (Ю. Петранговский, А. Гниденко) Роман Благой — 49:21 (А. Михнов, А. Бондарев) Артём Бондарев — 59:55 (В. Андрейкин, Р. Благой) | 1:0 2:0 3:0 4:0 5:0 6:0         |         |                              | Судьи: Алексей Раводин Гордон Шукиз Линейные судьи: Бенуа Мартино Дана Пенкивеч |
| |                                 |         |                              | Судьи: Алексей Раводин Гордон Шукиз Линейные судьи: Бенуа Мартино Дана Пенкивеч |
| |                                 |         |                              | Судьи: Алексей Раводин Гордон Шукиз Линейные судьи: Бенуа Мартино Дана Пенкивеч |
| |                                 |         |                              | Судьи: Алексей Раводин Гордон Шукиз Линейные судьи: Бенуа Мартино Дана Пенкивеч |
| 6 мин | Штраф                           | 10 мин  |                              | Судьи: Алексей Раводин Гордон Шукиз Линейные судьи: Бенуа Мартино Дана Пенкивеч |
| |                                 |         |                              |                                                                                 |
| | 57                              | Броски  | 26                           |                                                                                 |

| 13 февраля 2016 18:00 | Япония | 7 : 0 (0:0, 5:0, 2:0) | Румыния | Цукисаму Гимназиум, Саппоро Зрителей: 2265 |

| Отчёт | Отчёт                       | Отчёт   | Отчёт                       | Отчёт                                                                   |
| --- | --------------------------- | ------- | --------------------------- | ----------------------------------------------------------------------- |
| |                             |         |                             |                                                                         |
| | Такуто Онода — 00:00-60:00  | Вратари | 00:00-60:00 — Геллерт Руцуй | Судьи: Петер Гебеи Стефан Рено Линейные судьи: Седрик Борга Яни Песонен |
| | Голы:                       |         |                             | Судьи: Петер Гебеи Стефан Рено Линейные судьи: Седрик Борга Яни Песонен |
| Сюхэй Кудзи — 25:29 (Д. Обара, С. Такахаси) Юсиро Хирано — 33:23 (Г. Танака, С. Янадори) Хироки Уэно — 35:29 (Ё. Хага, Т. Ямасита) Масато Нисиваки — 36:18 (Д. Обара, С. Кудзи) Дайсукэ Обара — 37:03 (С. Кудзи, С. Такахаси) Сюхэй Кудзи (бол.) — 52:08 (Д. Обара, Х. Уэно) Такуро Ямасита — 57:23 (Х. Уэно, М. Нисиваки) | 1:0 2:0 3:0 4:0 5:0 6:0 7:0 |         |                             | Судьи: Петер Гебеи Стефан Рено Линейные судьи: Седрик Борга Яни Песонен |
| |                             |         |                             | Судьи: Петер Гебеи Стефан Рено Линейные судьи: Седрик Борга Яни Песонен |
| |                             |         |                             | Судьи: Петер Гебеи Стефан Рено Линейные судьи: Седрик Борга Яни Песонен |
| |                             |         |                             | Судьи: Петер Гебеи Стефан Рено Линейные судьи: Седрик Борга Яни Песонен |
| 4 мин | Штраф                       | 8 мин   |                             | Судьи: Петер Гебеи Стефан Рено Линейные судьи: Седрик Борга Яни Песонен |
| |                             |         |                             |                                                                         |
| | 39                          | Броски  | 14                          |                                                                         |

| 14 февраля 2016 14:30 | Румыния | 1 : 4 (0:1, 1:2, 0:1) | Хорватия | Цукисаму Гимназиум, Саппоро Зрителей: 1003 |

| Отчёт                                | Отчёт                                    | Отчёт | Отчёт                         | Отчёт                                                                      |
| ------------------------------------ | ---------------------------------------- | --- | ----------------------------- | -------------------------------------------------------------------------- |
|                                      |                                          | |                               |                                                                            |
|                                      | Аттила Адорьян — 00:00-57:11 58:53-60:00 | Вратари | 00:00-60:00 — Мате Томленович | Судьи: Петер Гебеи Гордон Шукиз Линейные судьи: Синобу Каваи Дана Пенкивеч |
|                                      | Голы:                                    | |                               | Судьи: Петер Гебеи Гордон Шукиз Линейные судьи: Синобу Каваи Дана Пенкивеч |
| Жолт Мольнар — 26:30 (М. Константин) | 0:1 :1 1:2 1:3 1:4                       | 06:59 — Доминик Канает (М. Сакич, М. Благус) 31:08 — Лука Микулич (И. Янкович, Т. Мирич) 39:09 — Марио Новак (И. Пузич) 58:53 — Марко Сакич (п.в.) (Д. Канает) |                               | Судьи: Петер Гебеи Гордон Шукиз Линейные судьи: Синобу Каваи Дана Пенкивеч |
|                                      |                                          | |                               | Судьи: Петер Гебеи Гордон Шукиз Линейные судьи: Синобу Каваи Дана Пенкивеч |
|                                      |                                          | |                               | Судьи: Петер Гебеи Гордон Шукиз Линейные судьи: Синобу Каваи Дана Пенкивеч |
|                                      |                                          | |                               | Судьи: Петер Гебеи Гордон Шукиз Линейные судьи: Синобу Каваи Дана Пенкивеч |
| 6 мин                                | Штраф                                    | 4 мин |                               | Судьи: Петер Гебеи Гордон Шукиз Линейные судьи: Синобу Каваи Дана Пенкивеч |
|                                      |                                          | |                               |                                                                            |
|                                      | 25                                       | Броски | 41                            |                                                                            |

| 14 февраля 2016 18:00 | Япония | 2 : 1 (0:0, 0:0, 2:1) | Украина | Цукисаму Гимназиум, Саппоро Зрителей: 2000 |

| Отчёт                                                                              | Отчёт                         | Отчёт                                    | Отчёт                           | Отчёт                                                                        |
| ---------------------------------------------------------------------------------- | ----------------------------- | ---------------------------------------- | ------------------------------- | ---------------------------------------------------------------------------- |
|                                                                                    |                               |                                          |                                 |                                                                              |
|                                                                                    | Ютака Фукуфудзи — 00:00-60:00 | Вратари                                  | 00:00-59:51 — Эдуард Захарченко | Судьи: Алексей Раводин Стефан Рено Линейные судьи: Бенуа Мартино Яни Песонен |
|                                                                                    | Голы:                         |                                          |                                 | Судьи: Алексей Раводин Стефан Рено Линейные судьи: Бенуа Мартино Яни Песонен |
| Кента Такаги — 46:19 (Ю. Осава, Т. Ямасита) Дайсукэ Обара (бол.) — 50:32 (Х. Уэно) | 1:0 2:0 2:1                   | 54:36 — Юрий Петранговский (А. Гниденко) |                                 | Судьи: Алексей Раводин Стефан Рено Линейные судьи: Бенуа Мартино Яни Песонен |
|                                                                                    |                               |                                          |                                 | Судьи: Алексей Раводин Стефан Рено Линейные судьи: Бенуа Мартино Яни Песонен |
|                                                                                    |                               |                                          |                                 | Судьи: Алексей Раводин Стефан Рено Линейные судьи: Бенуа Мартино Яни Песонен |
|                                                                                    |                               |                                          |                                 | Судьи: Алексей Раводин Стефан Рено Линейные судьи: Бенуа Мартино Яни Песонен |
| 28 мин                                                                             | Штраф                         | 35 мин                                   |                                 | Судьи: Алексей Раводин Стефан Рено Линейные судьи: Бенуа Мартино Яни Песонен |
|                                                                                    |                               |                                          |                                 |                                                                              |
|                                                                                    | 30                            | Броски                                   | 33                              |                                                                              |

### Финальная квалификация
Финальная квалификация прошла с 1 по 4 сентября 2016 года в трёх группах в Белоруссии, Латвии и Норвегии. Победители групп квалифицировались на олимпийский турнир.

#### Группа D
| М | Сборная  | И | В | ВО | ПО | П | ШЗ | ШП | РШ  | О |
| - | -------- | - | - | -- | -- | - | -- | -- | --- | - |
| 1 | Словения | 3 | 2 | 1  | 0  | 0 | 12 | 3  | +9  | 8 |
| 2 | Беларусь | 3 | 2 | 0  | 1  | 0 | 12 | 8  | +4  | 7 |
| 3 | Дания    | 3 | 1 | 0  | 0  | 2 | 5  | 10 | −3  | 3 |
| 4 | Польша   | 3 | 0 | 0  | 0  | 3 | 6  | 16 | −10 | 0 |

Время местное — UTC+3
| 1 сентября 2016 15:00 | Словения | 6 : 1 (2:0, 3:0, 1:1) | Польша | Минск-Арена, Минск Зрителей: 1800 |

| Отчёт | Отчёт                        | Отчёт                                              | Отчёт                           | Отчёт                                                                          |
| --- | ---------------------------- | -------------------------------------------------- | ------------------------------- | ------------------------------------------------------------------------------ |
| |                              |                                                    |                                 |                                                                                |
| | Гашпер Крошель — 00:00-60:00 | Вратари                                            | 00:00-60:00 — Пшемыслав Одробны | Судьи: Стефан Фонселиус Даниэль Конц Линейные судьи: Дмитрий Голяк Юрий Иванов |
| | Голы:                        |                                                    |                                 | Судьи: Стефан Фонселиус Даниэль Конц Линейные судьи: Дмитрий Голяк Юрий Иванов |
| Анже Копитар (бол.) — 15:50 (Я. Урбас, Ж. Панце) Жига Еглич — 17:38 (Р. Тичар, М. Верлич) Ян Муршак — 24:46 (К. Ограеншек, Б. Грегорц) Анже Копитар (бол.) — 28:41 (Б. Грегорц, Р. Саболич) Алеш Краньц — 32:48 (Я. Муршак, К. Ограеншек) Анже Копитар — 40:16 (Ю. Репе, С. Ковачевич) | 1:0 2:0 3:0 4:0 5:0 6:0 6:1  | 57:12 — Криштиан Джубиньский (П. Дроня, П. Вронка) |                                 | Судьи: Стефан Фонселиус Даниэль Конц Линейные судьи: Дмитрий Голяк Юрий Иванов |
| |                              |                                                    |                                 | Судьи: Стефан Фонселиус Даниэль Конц Линейные судьи: Дмитрий Голяк Юрий Иванов |
| |                              |                                                    |                                 | Судьи: Стефан Фонселиус Даниэль Конц Линейные судьи: Дмитрий Голяк Юрий Иванов |
| |                              |                                                    |                                 | Судьи: Стефан Фонселиус Даниэль Конц Линейные судьи: Дмитрий Голяк Юрий Иванов |
| 6 мин | Штраф                        | 12 мин                                             |                                 | Судьи: Стефан Фонселиус Даниэль Конц Линейные судьи: Дмитрий Голяк Юрий Иванов |
| |                              |                                                    |                                 |                                                                                |
| | 30                           | Броски                                             | 20                              |                                                                                |

| 1 сентября 2016 19:00 | Дания | 2 : 5 (1:2, 0:0, 1:3) | Беларусь | Минск-Арена, Минск Зрителей: 15 086 |

| Отчёт                                                                                | Отчёт                                                   | Отчёт | Отчёт                      | Отчёт                                                                               |
| ------------------------------------------------------------------------------------ | ------------------------------------------------------- | --- | -------------------------- | ----------------------------------------------------------------------------------- |
|                                                                                      |                                                         | |                            |                                                                                     |
|                                                                                      | Фредерик Андерсен — 00:00-56:42 58:41-58:50 59:24-60:00 | Вратари | 00:00-60:00 — Кевин Лаланд | Судьи: Даниэль Пехачек Маркус Виннерборг Линейные судьи: Мартин Корба Антон Семёнов |
|                                                                                      | Голы:                                                   | |                            | Судьи: Даниэль Пехачек Маркус Виннерборг Линейные судьи: Мартин Корба Антон Семёнов |
| Никлас Йенсен — 02:46 (М. Бёдкер) Янник Хансен (бол.) — 58:41 (Н. Элерс, Ф. Нильсен) | 1:0 1:1 1:2 1:3 1:4 2:4 2:5                             | 11:50 — Александр Павлович (Ш. Лингле, А. Стась) 17:08 — Артём Волков (мен.) (Е. Лисовец) 43:46 — Сергей Костицын (бол.) (Р. Граборенко) 53:17 — Андрей Стась (Дж. Платт) 59:24 — Сергей Костицын (п.в.) |                            | Судьи: Даниэль Пехачек Маркус Виннерборг Линейные судьи: Мартин Корба Антон Семёнов |
|                                                                                      |                                                         | |                            | Судьи: Даниэль Пехачек Маркус Виннерборг Линейные судьи: Мартин Корба Антон Семёнов |
|                                                                                      |                                                         | |                            | Судьи: Даниэль Пехачек Маркус Виннерборг Линейные судьи: Мартин Корба Антон Семёнов |
|                                                                                      |                                                         | |                            | Судьи: Даниэль Пехачек Маркус Виннерборг Линейные судьи: Мартин Корба Антон Семёнов |
| 10 мин                                                                               | Штраф                                                   | 24 мин |                            | Судьи: Даниэль Пехачек Маркус Виннерборг Линейные судьи: Мартин Корба Антон Семёнов |
|                                                                                      |                                                         | |                            |                                                                                     |
|                                                                                      | 32                                                      | Броски | 22                         |                                                                                     |

| 2 сентября 2016 15:00 | Словения | 3 : 0 (0:0, 1:0, 2:0) | Дания | Минск-Арена, Минск Зрителей: 2090 |

| Отчёт                                                                                     | Отчёт                        | Отчёт   | Отчёт                                                       | Отчёт                                                                                |
| ----------------------------------------------------------------------------------------- | ---------------------------- | ------- | ----------------------------------------------------------- | ------------------------------------------------------------------------------------ |
|                                                                                           |                              |         |                                                             |                                                                                      |
|                                                                                           | Гашпер Крошель — 00:00-60:00 | Вратари | 00:00-55:39 — Фредерик Андерсен 55:39-60:00 — Себастьян Дам | Судьи: Даниэль Конц Маркус Виннерборг Линейные судьи: Дмитрий Голяк Лукас Кольмюллер |
|                                                                                           | Голы:                        |         |                                                             | Судьи: Даниэль Конц Маркус Виннерборг Линейные судьи: Дмитрий Голяк Лукас Кольмюллер |
| Сабахудин Ковачевич — 24:18 Алеш Мушич — 49:18 (А. Куральт) Ян Урбас — 57:49 (А. Копитар) | 1:0 2:0 3:0                  |         |                                                             | Судьи: Даниэль Конц Маркус Виннерборг Линейные судьи: Дмитрий Голяк Лукас Кольмюллер |
|                                                                                           |                              |         |                                                             | Судьи: Даниэль Конц Маркус Виннерборг Линейные судьи: Дмитрий Голяк Лукас Кольмюллер |
|                                                                                           |                              |         |                                                             | Судьи: Даниэль Конц Маркус Виннерборг Линейные судьи: Дмитрий Голяк Лукас Кольмюллер |
|                                                                                           |                              |         |                                                             | Судьи: Даниэль Конц Маркус Виннерборг Линейные судьи: Дмитрий Голяк Лукас Кольмюллер |
| 29 мин                                                                                    | Штраф                        | 4 мин   |                                                             | Судьи: Даниэль Конц Маркус Виннерборг Линейные судьи: Дмитрий Голяк Лукас Кольмюллер |
|                                                                                           |                              |         |                                                             |                                                                                      |
|                                                                                           | 21                           | Броски  | 32                                                          |                                                                                      |

| 2 сентября 2016 19:00 | Беларусь | 5 : 3 (4:2, 1:0, 0:1) | Польша | Минск-Арена, Минск Зрителей: 10 820 |

| Отчёт | Отчёт                                                     | Отчёт | Отчёт                            | Отчёт                                                                             |
| --- | --------------------------------------------------------- | --- | -------------------------------- | --------------------------------------------------------------------------------- |
| |                                                           | |                                  |                                                                                   |
| | Кевин Лаланд — 00:00-08:59 Михаил Карнаухов — 08:59-60:00 | Вратари | 00:00-60:00 — Рафал Радзишевский | Судьи: Стефан Фонселиус Даниэль Пехачек Линейные судьи: Юрий Иванов Антон Семёнов |
| | Голы:                                                     | |                                  | Судьи: Стефан Фонселиус Даниэль Пехачек Линейные судьи: Юрий Иванов Антон Семёнов |
| Ник Бэйлен (бол.) — 13:51 (А. Степанов, С. Костицын) Андрей Степанов (бол.) — 15:45 (Н. Бэйлен, А. Костицын) Роман Граборенко (бол.) — 16:18 (А. Стась, С. Костицын) Андрей Стась — 19:32 (Ш. Лингле, Дж. Платт) Андрей Костицын — 38:01 (С. Костицын, А. Гаврус) | 0:1 0:2 1:2 2:2 3:2 4:2 5:2 5:3                           | 05:35 — Бартоломей Бычавский (П. Вайда) 08:59 — Арон Чмилевский (М. Лопуский, Г. Пащут) 59:15 — Бартоломей Поцеха (бол.) (М. Брык, П. Вронка) |                                  | Судьи: Стефан Фонселиус Даниэль Пехачек Линейные судьи: Юрий Иванов Антон Семёнов |
| |                                                           | |                                  | Судьи: Стефан Фонселиус Даниэль Пехачек Линейные судьи: Юрий Иванов Антон Семёнов |
| |                                                           | |                                  | Судьи: Стефан Фонселиус Даниэль Пехачек Линейные судьи: Юрий Иванов Антон Семёнов |
| |                                                           | |                                  | Судьи: Стефан Фонселиус Даниэль Пехачек Линейные судьи: Юрий Иванов Антон Семёнов |
| 6 мин | Штраф                                                     | 14 мин |                                  | Судьи: Стефан Фонселиус Даниэль Пехачек Линейные судьи: Юрий Иванов Антон Семёнов |
| |                                                           | |                                  |                                                                                   |
| | 33                                                        | Броски | 15                               |                                                                                   |

| 4 сентября 2016 13:00 | Польша | 2 : 5 (1:1, 0:2, 1:2) | Дания | Минск-Арена, Минск Зрителей: 2390 |

| Отчёт                                                                                       | Отчёт                           | Отчёт | Отчёт                       | Отчёт                                                                              |
| ------------------------------------------------------------------------------------------- | ------------------------------- | --- | --------------------------- | ---------------------------------------------------------------------------------- |
|                                                                                             |                                 | |                             |                                                                                    |
|                                                                                             | Пшемыслав Одробны — 00:00-60:00 | Вратари | 00:00-60:00 — Себастьян Дам | Судьи: Даниэль Конц Даниэль Пехачек Линейные судьи: Дмитрий Голяк Лукас Кольмюллер |
|                                                                                             | Голы:                           | |                             | Судьи: Даниэль Конц Даниэль Пехачек Линейные судьи: Дмитрий Голяк Лукас Кольмюллер |
| Камиль Калиновский — 13:10 (М. Кичи, М. Урбанович) Мацей Урбанович — 50:20 (К. Калиновский) | 0:1 :0 1:2 1:3 1:4 2:4 2:5      | 03:07 — Фредерик Сторм (Ф. Нильсен, М. Бау) 25:53 — Миккель Бёдкер (Н. Йенсен, Й. Йенсен) 35:29 — Филип Ларсен (бол.) (Н. Йенсен, Ф. Нильсен) 42:02 — Николай Элерс (О. Бьоркстранд, Ф. Ларсен) 52:24 — Мортен Мадсен (Н. Йенсен) |                             | Судьи: Даниэль Конц Даниэль Пехачек Линейные судьи: Дмитрий Голяк Лукас Кольмюллер |
|                                                                                             |                                 | |                             | Судьи: Даниэль Конц Даниэль Пехачек Линейные судьи: Дмитрий Голяк Лукас Кольмюллер |
|                                                                                             |                                 | |                             | Судьи: Даниэль Конц Даниэль Пехачек Линейные судьи: Дмитрий Голяк Лукас Кольмюллер |
|                                                                                             |                                 | |                             | Судьи: Даниэль Конц Даниэль Пехачек Линейные судьи: Дмитрий Голяк Лукас Кольмюллер |
| 4 мин                                                                                       | Штраф                           | 4 мин |                             | Судьи: Даниэль Конц Даниэль Пехачек Линейные судьи: Дмитрий Голяк Лукас Кольмюллер |
|                                                                                             |                                 | |                             |                                                                                    |
|                                                                                             | 18                              | Броски | 26                          |                                                                                    |

| 4 сентября 2016 17:00 | Беларусь | 2 : 3 (Б) (0:0, 0:2, 2:0, 0:0, 0:1) | Словения | Минск-Арена, Минск Зрителей: 15 086 |

| Отчёт | Отчёт                          | Отчёт | Отчёт                        | Отчёт                                                                              |
| --- | ------------------------------ | --- | ---------------------------- | ---------------------------------------------------------------------------------- |
| |                                | |                              |                                                                                    |
| | Михаил Карнаухов — 00:00-65:00 | Вратари | 00:00-65:00 — Гашпер Крошель | Судьи: Стефан Фонселиус Маркус Виннерборг Линейные судьи: Юрий Иванов Мартин Корба |
| | Голы:                          | |                              | Судьи: Стефан Фонселиус Маркус Виннерборг Линейные судьи: Юрий Иванов Мартин Корба |
| Андрей Степанов — 38:08 (Е. Ковыршин, А. Кулаков) Андрей Степанов (бол.) — 51:41 (Н. Бэйлен, С. Костицын) | 0:1 0:2 1:2 2:2 2:3            | 21:46 — Рок Тичар (бол.) (А. Копитар) 22:49 — Рок Тичар (бол.) (Ж. Еглич, М. Робар) 65:00 — Рок Тичар (поб. бул.) |                              | Судьи: Стефан Фонселиус Маркус Виннерборг Линейные судьи: Юрий Иванов Мартин Корба |
| | Буллиты:                       | |                              | Судьи: Стефан Фонселиус Маркус Виннерборг Линейные судьи: Юрий Иванов Мартин Корба |
| Александр Кулаков Андрей Степанов Андрей Костицын                                                         |                                | Роберт Саболич Анже Копитар Рок Тичар                                                                             |                              | Судьи: Стефан Фонселиус Маркус Виннерборг Линейные судьи: Юрий Иванов Мартин Корба |
| |                                | |                              | Судьи: Стефан Фонселиус Маркус Виннерборг Линейные судьи: Юрий Иванов Мартин Корба |
| 6 мин | Штраф                          | 6 мин |                              | Судьи: Стефан Фонселиус Маркус Виннерборг Линейные судьи: Юрий Иванов Мартин Корба |
| |                                | |                              |                                                                                    |
| | 29                             | Броски | 32                           |                                                                                    |

#### Группа Е
| М | Сборная  | И | В | ВО | ПО | П | ШЗ | ШП | РШ  | О |
| - | -------- | - | - | -- | -- | - | -- | -- | --- | - |
| 1 | Германия | 3 | 3 | 0  | 0  | 0 | 14 | 2  | +12 | 9 |
| 2 | Латвия   | 3 | 2 | 0  | 0  | 1 | 13 | 5  | +8  | 6 |
| 3 | Австрия  | 3 | 1 | 0  | 0  | 2 | 4  | 14 | −10 | 3 |
| 4 | Япония   | 3 | 0 | 0  | 0  | 3 | 1  | 11 | −10 | 0 |

Время местное — UTC+3
| 1 сентября 2016 15:30 | Германия | 5 : 0 (2:0, 3:0, 0:0) | Япония | Арена Рига, Рига Зрителей: 979 |

| Отчёт | Отчёт                         | Отчёт   | Отчёт                                                    | Отчёт                                                                        |
| --- | ----------------------------- | ------- | -------------------------------------------------------- | ---------------------------------------------------------------------------- |
| |                               |         |                                                          |                                                                              |
| | Филипп Грубауэр — 00:00-60:00 | Вратари | 00:00-40:00 — Ютака Фукуфудзи 40:00-60:00 — Такуто Онода | Судьи: Петер Гебеи Микаэль Норд Линейные судьи: Максим Богданов Эндрю Далтон |
| | Голы:                         |         |                                                          | Судьи: Петер Гебеи Микаэль Норд Линейные судьи: Максим Богданов Эндрю Далтон |
| Брукс Мацек — 03:26 (Л. Драйзайтль) Феликс Шютц (бол.) — 17:22 (П. Хагер, Т. Ридер) Тобиас Ридер — 22:07 (Л. Драйзайтль, Б. Мацек) Том Кюнхакль (бол.) — 24:44 Феликс Шютц (бол.) — 27:56 (П. Хагер, Д. Зайденберг) | 1:0 2:0 3:0 4:0 5:0           |         |                                                          | Судьи: Петер Гебеи Микаэль Норд Линейные судьи: Максим Богданов Эндрю Далтон |
| |                               |         |                                                          | Судьи: Петер Гебеи Микаэль Норд Линейные судьи: Максим Богданов Эндрю Далтон |
| |                               |         |                                                          | Судьи: Петер Гебеи Микаэль Норд Линейные судьи: Максим Богданов Эндрю Далтон |
| |                               |         |                                                          | Судьи: Петер Гебеи Микаэль Норд Линейные судьи: Максим Богданов Эндрю Далтон |
| 6 мин | Штраф                         | 16 мин  |                                                          | Судьи: Петер Гебеи Микаэль Норд Линейные судьи: Максим Богданов Эндрю Далтон |
| |                               |         |                                                          |                                                                              |
| | 51                            | Броски  | 13                                                       |                                                                              |

| 1 сентября 2016 19:30 | Австрия | 1 : 8 (1:2, 0:3, 0:3) | Латвия | Арена Рига, Рига Зрителей: 4210 |

| Отчёт                                               | Отчёт                                                   | Отчёт | Отчёт                             | Отчёт                                                                            |
| --------------------------------------------------- | ------------------------------------------------------- | --- | --------------------------------- | -------------------------------------------------------------------------------- |
|                                                     |                                                         | |                                   |                                                                                  |
|                                                     | Давид Кикерт — 00:00-40:00 Давид Мадленер — 40:00-60:00 | Вратари | 00:00-60:00 — Кристерс Гудлевскис | Судьи: Мартин Франо Алекси Рантала Линейные судьи: Рене Йенсен Рудольф Тосеновян |
|                                                     | Голы:                                                   | |                                   | Судьи: Мартин Франо Алекси Рантала Линейные судьи: Рене Йенсен Рудольф Тосеновян |
| Томас Хундертпфунд — 16:39 (М. Гайер, Р. Хербургер) | 0:1 0:2 1:2 1:3 1:4 1:5 1:6 1:7 1:8                     | 05:41 — Каспарс Дугавиньш (М. Индрашис, К. Редлихс) 11:23 — Андрис Джериньш (мен.) (Л. Дарзиньш) 25:18 — Робертс Букартс (Г. Мейя, З. Гиргенсонс) 27:36 — Каспарс Даугавиньш (бол.) (М. Редлихс, Л. Дарзиньш) 38:48 — Рональдс Кенинс (Р. Аболс, К. Редлихс) 43:57 — Микс Индрашис (К. Даугавиньш, М. Карсумс) 46:11 — Мартинс Дзеркальс (Р. Аболс, Р. Кениньш) 56:45 — Родриго Аболс (Р. Кениньш, О. Бартулис) |                                   | Судьи: Мартин Франо Алекси Рантала Линейные судьи: Рене Йенсен Рудольф Тосеновян |
|                                                     |                                                         | |                                   | Судьи: Мартин Франо Алекси Рантала Линейные судьи: Рене Йенсен Рудольф Тосеновян |
|                                                     |                                                         | |                                   | Судьи: Мартин Франо Алекси Рантала Линейные судьи: Рене Йенсен Рудольф Тосеновян |
|                                                     |                                                         | |                                   | Судьи: Мартин Франо Алекси Рантала Линейные судьи: Рене Йенсен Рудольф Тосеновян |
| 16 мин                                              | Штраф                                                   | 12 мин |                                   | Судьи: Мартин Франо Алекси Рантала Линейные судьи: Рене Йенсен Рудольф Тосеновян |
|                                                     |                                                         | |                                   |                                                                                  |
|                                                     | 23                                                      | Броски | 31                                |                                                                                  |

| 2 сентября 2016 15:30 | Германия | 6 : 0 (1:0, 2:0, 3:0) | Австрия | Арена Рига, Рига Зрителей: 1062 |

| Отчёт | Отчёт                         | Отчёт   | Отчёт                      | Отчёт                                                                                |
| --- | ----------------------------- | ------- | -------------------------- | ------------------------------------------------------------------------------------ |
| |                               |         |                            |                                                                                      |
| | Филипп Грубауэр — 00:00-60:00 | Вратари | 00:00-60:00 — Давид Кикерт | Судьи: Микаэль Норд Алекси Рантала Линейные судьи: Максим Богданов Рудольф Тосеновян |
| | Голы:                         |         |                            | Судьи: Микаэль Норд Алекси Рантала Линейные судьи: Максим Богданов Рудольф Тосеновян |
| Марцель Гоч — 14:22 (М. Кинк, Я. Зайденберг) Патрик Хагер — 28:04 (Ф. Шютц, М. Мюллер) Мориц Мюллер — 37:20 (М. Гоч) Патрик Раймер — 42:16 (Д. Кахун, С. Акдаг) Феликс Шютц (бол.) — 54:24 (Т. Ридер, Д. Кахун) Леон Драйзайтль — 58:00 (П. Раймер) | 1:0 2:0 3:0 4:0 5:0 6:0       |         |                            | Судьи: Микаэль Норд Алекси Рантала Линейные судьи: Максим Богданов Рудольф Тосеновян |
| |                               |         |                            | Судьи: Микаэль Норд Алекси Рантала Линейные судьи: Максим Богданов Рудольф Тосеновян |
| |                               |         |                            | Судьи: Микаэль Норд Алекси Рантала Линейные судьи: Максим Богданов Рудольф Тосеновян |
| |                               |         |                            | Судьи: Микаэль Норд Алекси Рантала Линейные судьи: Максим Богданов Рудольф Тосеновян |
| 8 мин | Штраф                         | 8 мин   |                            | Судьи: Микаэль Норд Алекси Рантала Линейные судьи: Максим Богданов Рудольф Тосеновян |
| |                               |         |                            |                                                                                      |
| | 31                            | Броски  | 25                         |                                                                                      |

| 2 сентября 2016 19:30 | Латвия | 3 : 1 (0:0, 1:0, 2:1) | Япония | Арена Рига, Рига Зрителей: 3851 |

| Отчёт | Отчёт                         | Отчёт                             | Отчёт                                     | Отчёт                                                                         |
| --- | ----------------------------- | --------------------------------- | ----------------------------------------- | ----------------------------------------------------------------------------- |
| |                               |                                   |                                           |                                                                               |
| | Элвис Мерзликин — 00:00-60:00 | Вратари                           | 00:00-58:35 — Ютака Фукуфудзи 59:52-60:00 | Судьи: Мартин Франо Петер Гебеи Линейные судьи: Эндрю Далтон Гаспер Яка Жганц |
| | Голы:                         |                                   |                                           | Судьи: Мартин Франо Петер Гебеи Линейные судьи: Эндрю Далтон Гаспер Яка Жганц |
| Андрис Джериньш — 35:54 (К. Сотниекс, К. Редлихс) Мартинс Карсумс (бол.) — 46:16 (О. Бартулис, М. Индрашис) Андрис Джериньш (п.в.) — 59:52 (Л. Дарзиньш, М. Редлихс) | 1:0 2:0 2:1 3:1               | 57:46 — Сюхэй Кудзи (С. Такахаси) |                                           | Судьи: Мартин Франо Петер Гебеи Линейные судьи: Эндрю Далтон Гаспер Яка Жганц |
| |                               |                                   |                                           | Судьи: Мартин Франо Петер Гебеи Линейные судьи: Эндрю Далтон Гаспер Яка Жганц |
| |                               |                                   |                                           | Судьи: Мартин Франо Петер Гебеи Линейные судьи: Эндрю Далтон Гаспер Яка Жганц |
| |                               |                                   |                                           | Судьи: Мартин Франо Петер Гебеи Линейные судьи: Эндрю Далтон Гаспер Яка Жганц |
| 8 мин | Штраф                         | 4 мин                             |                                           | Судьи: Мартин Франо Петер Гебеи Линейные судьи: Эндрю Далтон Гаспер Яка Жганц |
| |                               |                                   |                                           |                                                                               |
| | 41                            | Броски                            | 18                                        |                                                                               |

| 4 сентября 2016 14:00 | Япония | 0 : 3 (0:1, 0:0, 0:2) | Австрия | Арена Рига, Рига Зрителей: 727 |

| Отчёт | Отчёт                         | Отчёт | Отчёт                      | Отчёт                                                                             |
| ----- | ----------------------------- | --- | -------------------------- | --------------------------------------------------------------------------------- |
|       |                               | |                            |                                                                                   |
|       | Ютака Фукуфудзи — 00:00-60:00 | Вратари | 00:00-60:00 — Давид Кикерт | Судьи: Петер Гебеи Микаэль Норд Линейные судьи: Максим Богданов Гаспер Жига Жганц |
|       | Голы:                         | |                            | Судьи: Петер Гебеи Микаэль Норд Линейные судьи: Максим Богданов Гаспер Жига Жганц |
|       | 0:1 0:2 0:3                   | 18:23 — Михаэль Грабнер (бол.) (Р. Хербургер, М. Раффль) 47:27 — Андреас Кристлер (бол.) (М. Шумниг) 58:33 — Томас Раффль (М. Фишер) |                            | Судьи: Петер Гебеи Микаэль Норд Линейные судьи: Максим Богданов Гаспер Жига Жганц |
|       |                               | |                            | Судьи: Петер Гебеи Микаэль Норд Линейные судьи: Максим Богданов Гаспер Жига Жганц |
|       |                               | |                            | Судьи: Петер Гебеи Микаэль Норд Линейные судьи: Максим Богданов Гаспер Жига Жганц |
|       |                               | |                            | Судьи: Петер Гебеи Микаэль Норд Линейные судьи: Максим Богданов Гаспер Жига Жганц |
| 4 мин | Штраф                         | 8 мин |                            | Судьи: Петер Гебеи Микаэль Норд Линейные судьи: Максим Богданов Гаспер Жига Жганц |
|       |                               | |                            |                                                                                   |
|       | 24                            | Броски | 40                         |                                                                                   |

| 4 сентября 2016 18:00 | Латвия | 2 : 3 (0:1, 1:1, 1:1) | Германия | Арена Рига, Рига Зрителей: 10 035 |

| Отчёт | Отчёт                                                           | Отчёт | Отчёт                         | Отчёт                                                                            |
| --- | --------------------------------------------------------------- | --- | ----------------------------- | -------------------------------------------------------------------------------- |
| |                                                                 | |                               |                                                                                  |
| | Кристерс Гудлевскис — 00:00-28:24 Элвис Мерзликин — 28:24-60:00 | Вратари | 00:00-60:00 — Филипп Грубауэр | Судьи: Мартин Франо Алекси Рантала Линейные судьи: Рене Йенсен Рудольф Тосеновян |
| | Голы:                                                           | |                               | Судьи: Мартин Франо Алекси Рантала Линейные судьи: Рене Йенсен Рудольф Тосеновян |
| Микс Индрашис (бол.) — 34:55 (О. Бартулис, К. Даугавиньш) Мартинс Карсумс (бол.) — 46:19 (М. Индрашис, К. Даугавиньш) | 0:1 0:2 1:2 2:2 2:3                                             | 16:18 — Леон Драйзайтль (бол.) (Т. Кюнхакль, П. Раймер) 24:51 — Феликс Шюц (П. Хагер, Д. Кахун) 54:51 — Том Кюнхакль (бол.) (Б. Мацек, Л. Драйзайтль) |                               | Судьи: Мартин Франо Алекси Рантала Линейные судьи: Рене Йенсен Рудольф Тосеновян |
| |                                                                 | |                               | Судьи: Мартин Франо Алекси Рантала Линейные судьи: Рене Йенсен Рудольф Тосеновян |
| |                                                                 | |                               | Судьи: Мартин Франо Алекси Рантала Линейные судьи: Рене Йенсен Рудольф Тосеновян |
| |                                                                 | |                               | Судьи: Мартин Франо Алекси Рантала Линейные судьи: Рене Йенсен Рудольф Тосеновян |
| 6 мин | Штраф                                                           | 10 мин |                               | Судьи: Мартин Франо Алекси Рантала Линейные судьи: Рене Йенсен Рудольф Тосеновян |
| |                                                                 | |                               |                                                                                  |
| | 28                                                              | Броски | 27                            |                                                                                  |

#### Группа F
| М | Сборная   | И | В | ВО | ПО | П | ШЗ | ШП | РШ | О |
| - | --------- | - | - | -- | -- | - | -- | -- | -- | - |
| 1 | Норвегия  | 3 | 2 | 0  | 1  | 0 | 9  | 6  | +3 | 7 |
| 3 | Франция   | 3 | 1 | 1  | 0  | 1 | 7  | 4  | +3 | 5 |
| 2 | Казахстан | 3 | 1 | 1  | 0  | 1 | 8  | 9  | -1 | 5 |
| 4 | Италия    | 3 | 0 | 0  | 1  | 2 | 4  | 9  | −5 | 1 |

Время местное — UTC+2
| 1 сентября 2016 16:00 | Франция | 2 : 1 (ОТ) (0:0, 1:1, 0:0, 1:0) | Италия | Йордал Амфи, Осло Зрителей: 643 |

| Отчёт                                                                                                   | Отчёт                       | Отчёт                                     | Отчёт                         | Отчёт                                                                                 |
| --- | --------------------------- | ----------------------------------------- | ----------------------------- | ------------------------------------------------------------------------------------- |
| |                             |                                           |                               |                                                                                       |
| | Кристобаль Юэ — 00:00-60:27 | Вратари                                   | 00:00-60:27 — Андреас Бернард | Судьи: Стефан Рено Максим Сидоренко Линейные судьи: Юп Лермакерс Александер Вальдейер |
| | Голы:                       |                                           |                               | Судьи: Стефан Рено Максим Сидоренко Линейные судьи: Юп Лермакерс Александер Вальдейер |
| Флориан Шакиашвили — 25:40 (К. Экфёй, Л. Мёнье) Стефан да Коста — 60:27 (П.-Э. Белльмар, Ф. Шакиашвили) | 0:1 :1 2:1                  | 23:20 — Диего Костнер (бол.) (С. Костнер) |                               | Судьи: Стефан Рено Максим Сидоренко Линейные судьи: Юп Лермакерс Александер Вальдейер |
| |                             |                                           |                               | Судьи: Стефан Рено Максим Сидоренко Линейные судьи: Юп Лермакерс Александер Вальдейер |
| |                             |                                           |                               | Судьи: Стефан Рено Максим Сидоренко Линейные судьи: Юп Лермакерс Александер Вальдейер |
| |                             |                                           |                               | Судьи: Стефан Рено Максим Сидоренко Линейные судьи: Юп Лермакерс Александер Вальдейер |
| 16 мин                                                                                                  | Штраф                       | 4 мин                                     |                               | Судьи: Стефан Рено Максим Сидоренко Линейные судьи: Юп Лермакерс Александер Вальдейер |
| |                             |                                           |                               |                                                                                       |
| | 31                          | Броски                                    | 24                            |                                                                                       |

| 1 сентября 2016 20:00 | Казахстан | 4 : 3 (ОТ) (0:0, 3:1, 0:2, 1:0) | Норвегия | Йордал Амфи, Осло Зрителей: 2714 |

| Отчёт | Отчёт                                                        | Отчёт | Отчёт                                                                             | Отчёт                                                                          |
| --- | ------------------------------------------------------------ | --- | --------------------------------------------------------------------------------- | ------------------------------------------------------------------------------ |
| |                                                              | |                                                                                   |                                                                                |
| | Виталий Колесник — 00:00-45:46 Дмитрий Мальгин — 45:46-60:31 | Вратари | 00:00-57:32 — Ларс Хауген 58:43-58:58 — Хенрик Хокеланд 59:46-60:31 — Ларс Хауген | Судьи: Йозеф Кубуш Гордон Шукиз Линейные судьи: Маси Пуолакка Станислав Раминг |
| | Голы:                                                        | |                                                                                   | Судьи: Йозеф Кубуш Гордон Шукиз Линейные судьи: Маси Пуолакка Станислав Раминг |
| Роман Старченко (бол.) — 21:23 (Е. Рымарев, М. Худяков) Кевин Даллман — 31:27 (Н. Иванов) Роман Старченко — 34:26 Брэндон Боченски — 60:31 (Н. Доус, К. Даллман) | 1:0 1:1 2:1 3:1 3:2 3:3 4:3                                  | 23:48 — Матс Цуккарелло (А. Бастиансен) 58:43 — Йонас Холёс (М. Цуккарелло, П. Торесен) 59:46 — Андерс Бастиансен (М. Цуккарелло, Й. Холёс) |                                                                                   | Судьи: Йозеф Кубуш Гордон Шукиз Линейные судьи: Маси Пуолакка Станислав Раминг |
| |                                                              | |                                                                                   | Судьи: Йозеф Кубуш Гордон Шукиз Линейные судьи: Маси Пуолакка Станислав Раминг |
| |                                                              | |                                                                                   | Судьи: Йозеф Кубуш Гордон Шукиз Линейные судьи: Маси Пуолакка Станислав Раминг |
| |                                                              | |                                                                                   | Судьи: Йозеф Кубуш Гордон Шукиз Линейные судьи: Маси Пуолакка Станислав Раминг |
| 10 мин | Штраф                                                        | 6 мин |                                                                                   | Судьи: Йозеф Кубуш Гордон Шукиз Линейные судьи: Маси Пуолакка Станислав Раминг |
| |                                                              | |                                                                                   |                                                                                |
| | 21                                                           | Броски | 41                                                                                |                                                                                |

| 2 сентября 2016 16:00 | Франция | 4 : 1 (2:1, 0:0, 2:0) | Казахстан | Йордал Амфи, Осло Зрителей: 378 |

| Отчёт | Отчёт                       | Отчёт                | Отчёт                          | Отчёт                                                                                   |
| --- | --------------------------- | -------------------- | ------------------------------ | --------------------------------------------------------------------------------------- |
| |                             |                      |                                |                                                                                         |
| | Кристобаль Юэ — 00:00-60:00 | Вратари              | 00:00-60:00 — Виталий Колесник | Судьи: Гордон Шукиз Максим Сидоренко Линейные судьи: Маси Пуолакка Александер Вальдейер |
| | Голы:                       |                      |                                | Судьи: Гордон Шукиз Максим Сидоренко Линейные судьи: Маси Пуолакка Александер Вальдейер |
| Саша Трей — 07:10 (Ф. Шакиашвили) Дамьен Флёри — 15:32 (С. да Коста) Дамьен Флёри — 55:31 (Ж. Жаниль) Флориан Дюа — 57:40 (Й. Трей) | 0:1 :1 2:1 3:1 4:1          | 00:20 — Найджел Доус |                                | Судьи: Гордон Шукиз Максим Сидоренко Линейные судьи: Маси Пуолакка Александер Вальдейер |
| |                             |                      |                                | Судьи: Гордон Шукиз Максим Сидоренко Линейные судьи: Маси Пуолакка Александер Вальдейер |
| |                             |                      |                                | Судьи: Гордон Шукиз Максим Сидоренко Линейные судьи: Маси Пуолакка Александер Вальдейер |
| |                             |                      |                                | Судьи: Гордон Шукиз Максим Сидоренко Линейные судьи: Маси Пуолакка Александер Вальдейер |
| 6 мин | Штраф                       | 6 мин                |                                | Судьи: Гордон Шукиз Максим Сидоренко Линейные судьи: Маси Пуолакка Александер Вальдейер |
| |                             |                      |                                |                                                                                         |
| | 29                          | Броски               | 25                             |                                                                                         |

| 2 сентября 2016 20:00 | Норвегия | 4 : 1 (2:0, 0:1, 2:0) | Италия | Йордал Амфи, Осло Зрителей: 3751 |

| Отчёт | Отчёт                     | Отчёт                                  | Отчёт                         | Отчёт                                                                   |
| --- | ------------------------- | -------------------------------------- | ----------------------------- | ----------------------------------------------------------------------- |
| |                           |                                        |                               |                                                                         |
| | Ларс Хауген — 00:00-60:00 | Вратари                                | 00:00-60:00 — Фредерик Клутье | Судьи: Йозеф Кубуш Стефан Рено Линейные судьи: Балаж Ковач Юп Лермакерс |
| | Голы:                     |                                        |                               | Судьи: Йозеф Кубуш Стефан Рено Линейные судьи: Балаж Ковач Юп Лермакерс |
| Матис Олимб — 08:35 (П. Торесен) Томми Кристиансен (бол.) — 18:39 (П. Торесен, М. Цуккарелло) Йонас Холёс (бол.) — 51:26 (М. Олимб, К. А. Олимб) Андреас Мартинсен — 57:51 (К. А. Олимб) | 1:0 2:0 2:1 3:1 4:1       | 34:51 — Томмазо Траверса (М. Спинелль) |                               | Судьи: Йозеф Кубуш Стефан Рено Линейные судьи: Балаж Ковач Юп Лермакерс |
| |                           |                                        |                               | Судьи: Йозеф Кубуш Стефан Рено Линейные судьи: Балаж Ковач Юп Лермакерс |
| |                           |                                        |                               | Судьи: Йозеф Кубуш Стефан Рено Линейные судьи: Балаж Ковач Юп Лермакерс |
| |                           |                                        |                               | Судьи: Йозеф Кубуш Стефан Рено Линейные судьи: Балаж Ковач Юп Лермакерс |
| 14 мин | Штраф                     | 31 мин                                 |                               | Судьи: Йозеф Кубуш Стефан Рено Линейные судьи: Балаж Ковач Юп Лермакерс |
| |                           |                                        |                               |                                                                         |
| | 34                        | Броски                                 | 13                            |                                                                         |

| 4 сентября 2016 11:30 | Италия | 2 : 3 (1:1, 1:1, 0:1) | Казахстан | Йордал Амфи, Осло Зрителей: 386 |

| Отчёт | Отчёт                                                       | Отчёт | Отчёт                          | Отчёт                                                                            |
| --- | ----------------------------------------------------------- | --- | ------------------------------ | -------------------------------------------------------------------------------- |
| |                                                             | |                                |                                                                                  |
| | Фредерик Клутье — 00:00-30:37 Андреас Бернард — 30:37-60:00 | Вратари | 00:00-60:00 — Виталий Колесник | Судьи: Йозеф Кубуш Гордон Шукиз Линейные судьи: Балаж Ковач Александер Вальдейер |
| | Голы:                                                       | |                                | Судьи: Йозеф Кубуш Гордон Шукиз Линейные судьи: Балаж Ковач Александер Вальдейер |
| Джулио Сканделла — 06:47 (Антон Бернард, М. Инсам) Томмазо Траверса (бол.) — 38:54 (С. Маркетти, Л. Дзанатта) | 1:0 1:1 1:2 :2 2:3                                          | 08:51 — Максим Худяков (бол.) (Е. Рымарев, А. Шин) 28:42 — Брэндон Боченски (А. Шин) 56:12 — Роман Старченко (В. Трясунов, Р. Савченко) |                                | Судьи: Йозеф Кубуш Гордон Шукиз Линейные судьи: Балаж Ковач Александер Вальдейер |
| |                                                             | |                                | Судьи: Йозеф Кубуш Гордон Шукиз Линейные судьи: Балаж Ковач Александер Вальдейер |
| |                                                             | |                                | Судьи: Йозеф Кубуш Гордон Шукиз Линейные судьи: Балаж Ковач Александер Вальдейер |
| |                                                             | |                                | Судьи: Йозеф Кубуш Гордон Шукиз Линейные судьи: Балаж Ковач Александер Вальдейер |
| 2 мин | Штраф                                                       | 4 мин |                                | Судьи: Йозеф Кубуш Гордон Шукиз Линейные судьи: Балаж Ковач Александер Вальдейер |
| |                                                             | |                                |                                                                                  |
| | 15                                                          | Броски | 21                             |                                                                                  |

| 4 сентября 2016 15:00 | Норвегия | 2 : 1 (0:0, 1:1, 1:0) | Франция | Йордал Амфи, Осло Зрителей: 4277 |

| Отчёт                                                                               | Отчёт                     | Отчёт                         | Отчёт                                   | Отчёт                                                                              |
| ----------------------------------------------------------------------------------- | ------------------------- | ----------------------------- | --------------------------------------- | ---------------------------------------------------------------------------------- |
|                                                                                     |                           |                               |                                         |                                                                                    |
|                                                                                     | Ларс Хауген — 00:00-60:00 | Вратари                       | 00:00-59:23 — Кристобаль Юэ 59:49-60:00 | Судьи: Стефан Рено Максим Сидоренко Линейные судьи: Маси Пуолакка Станислав Раминг |
|                                                                                     | Голы:                     |                               |                                         | Судьи: Стефан Рено Максим Сидоренко Линейные судьи: Маси Пуолакка Станислав Раминг |
| Матс Цуккарелло — 26:59 (П. Торесен) Маттиас Норстебо (бол.) — 57:31 (А. Мартинсен) | 0:1 :1 2:1                | 21:49 — Йорик Трей (Л. Мёнье) |                                         | Судьи: Стефан Рено Максим Сидоренко Линейные судьи: Маси Пуолакка Станислав Раминг |
|                                                                                     |                           |                               |                                         | Судьи: Стефан Рено Максим Сидоренко Линейные судьи: Маси Пуолакка Станислав Раминг |
|                                                                                     |                           |                               |                                         | Судьи: Стефан Рено Максим Сидоренко Линейные судьи: Маси Пуолакка Станислав Раминг |
|                                                                                     |                           |                               |                                         | Судьи: Стефан Рено Максим Сидоренко Линейные судьи: Маси Пуолакка Станислав Раминг |
| 10 мин                                                                              | Штраф                     | 24 мин                        |                                         | Судьи: Стефан Рено Максим Сидоренко Линейные судьи: Маси Пуолакка Станислав Раминг |
|                                                                                     |                           |                               |                                         |                                                                                    |
|                                                                                     | 22                        | Броски                        | 22                                      |                                                                                    |